# Cattedrale di Notre-Dame (Rouen)
La cattedrale primaziale di Nostra Signora (in francese: primatiale Notre-Dame) è la cattedrale dell'arcidiocesi omonima e il monumento più insigne della città di Rouen, nella regione della Normandia, in Francia.
Notre-Dame de Rouen è una delle più grandi e sfarzose chiese gotiche della Francia; la sua Tour lanterne vanta il primato di avere la guglia (flèche) più alta del paese e la terza d'Europa 96 metri dal suolo, che la rese l'edificio più alto del mondo fra il 1876 e il 1880. Dal 1862 è riconosciuta come monumento storico di Francia. Si trova nella città vecchia, sulla riva destra della Senna, a poca distanza dalla piazza del Mercato Vecchio, dove Giovanna d'Arco fu arsa viva il 30 maggio 1431.

## Storia

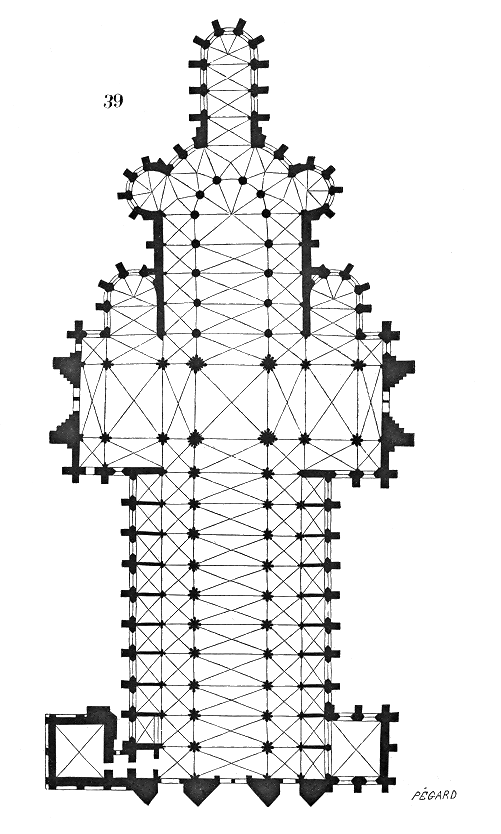
Pianta della cattedrale

Riguardo all'edificazione della cattedrale di Rouen, si identificano sostanzialmente tre fasi costruttive.

### Cattedrale paleocristiana
La prima cattedrale a Rouen venne edificata alla fine del IV secolo per volere dell'arcivescovo San Victricio. L'esistenza di questa primitiva cattedrale venne comprovata nel 1986 dagli studi condotti dall'archeologo Jacques Le Maho.
La prima cattedrale venne distrutta nell'841, in seguito all'incendio di Rouen da parte dei Vichinghi. Nel X secolo, divenuta Rouen capitale del ducato di Normandia, si procedette a importanti lavori nella cattedrale, luogo di sepoltura dei primi duchi di Normandia. Il primo duca, Rollone, vi fu battezzato nel 912.

### Cattedrale romanica

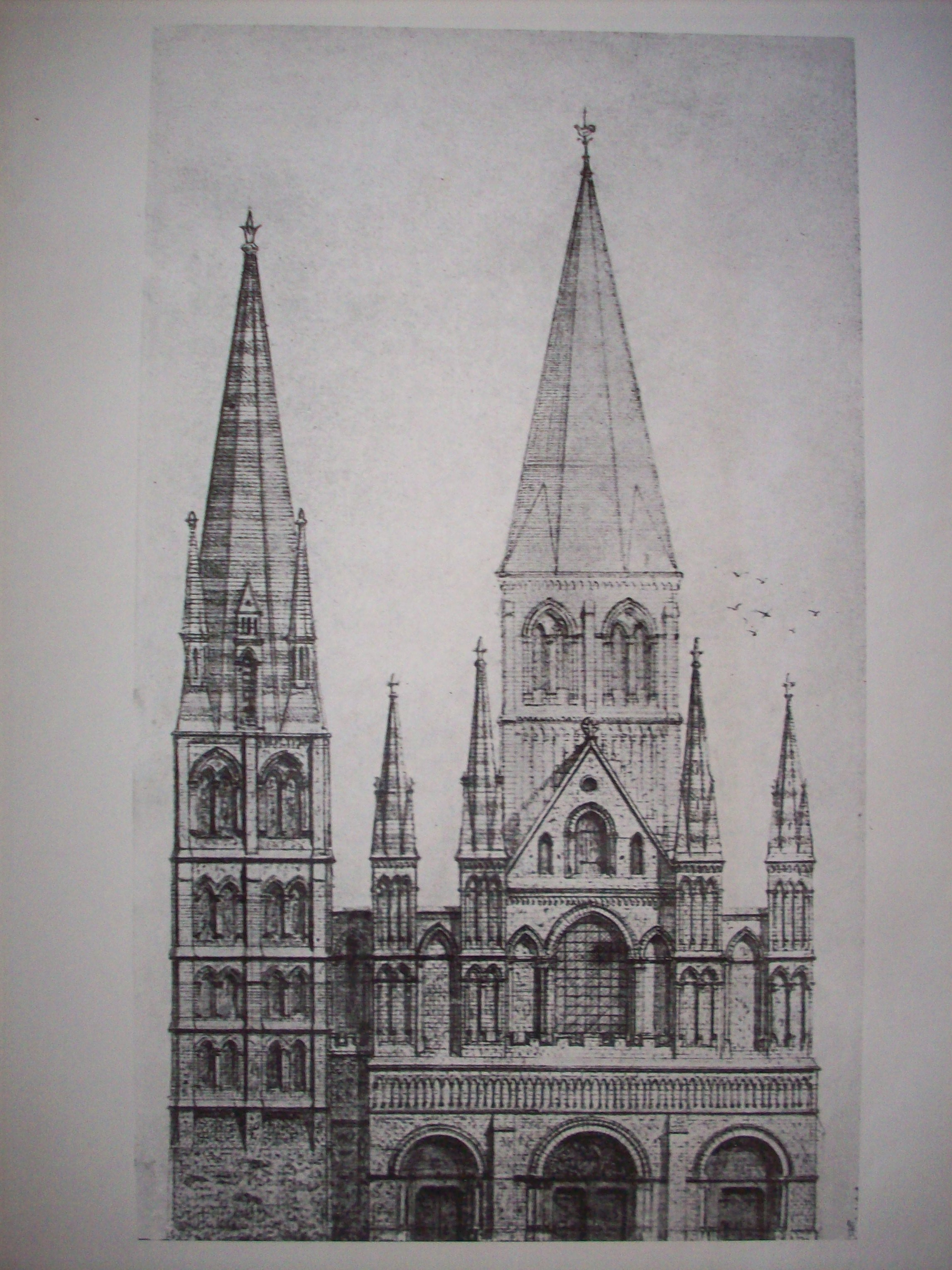
La facciata della cattedrale romanica.

Nel 1030 l'arcivescovo Roberto il Danese fa ricostruire il coro e la sottostante cripta della cattedrale in stile romanico. Stando agli studi compiuti negli anni '30 del XX secolo dall'archeologo Georges Lanfry, il coro era dotato di deambulatorio, nel quale si aprivano tre cappelle absidali, come in quella dell'abbazia di Bernay, che getteranno le fondamenta dell'architettura normanna, divenendo il prototipo dell'architettura religiosa in Normandia, prima, e in Inghilterra, poi. I lavori s'interrompono alla morte dell'arcivescovo nel 1037. Saranno ripresi solo con l'arcivescovo Maurilio (1055-1067), che costruirà il piedicroce e la torre nolare in pietra a forma piramidale, e consacrerà la chiesa il 1º ottobre 1063 alla presenza di Guglielmo il Conquistatore e dei vescovi suffraganei.
In quest'epoca, e per iniziativa di Maurilio, vennero trasferiti nella cattedrale i corpi dei duchi Rollone e Guglielmo I Lungaspada figlio di Rollone.

### Cattedrale gotica
Nel 1144 l'arcivescovo Hugues d'Amiens assiste alla consacrazione della Basilica di Saint-Denis su invito del suo amico l'abate Sugerio. L'anno successivo inizia la costruzione della Tour neuve, un beffroi a sei metri più a nord della facciata della cattedrale romanica. Terminata nel 1164 e dedicata a San Romano, patrono della città, rappresenta l'introduzione dell'arte gotica nella cattedrale di Rouen. Si prosegue, infatti, col rifacimento dell'intera struttura della chiesa. Verso il 1170 la facciata principale è rifatta, aperta da tre portali: quello centrale volto a San Romano (oggi scomparso) e i due laterali, ancora presenti, dedicati a san Giovanni e santo Stefano. Si prosegue con la demolizione del piedicroce romanico e nel 1185 con l'elevazione delle prime campate gotiche, mentre il coro e il transetto restano aperti al culto. 
La notte di pasqua del 1200 un incendio distrugge il quartiere della cattedrale, risparmiando le nuove costruzioni. L'arcivescovo Gautier de Coutances, grazie ai fondi dati da Giovanni Senzaterra, lancia i lavori di ricostruzione affidandoli all'architetto Jean d'Andely che prevede anche l'allungamento del coro. Nel 1204 Filippo Augusto assiste a una celebrazione nel piedicroce, utilizzabile; nel 1206 viene consacrato nel nuovo coro il vescovo di Bayeux Robert des Ablèges.

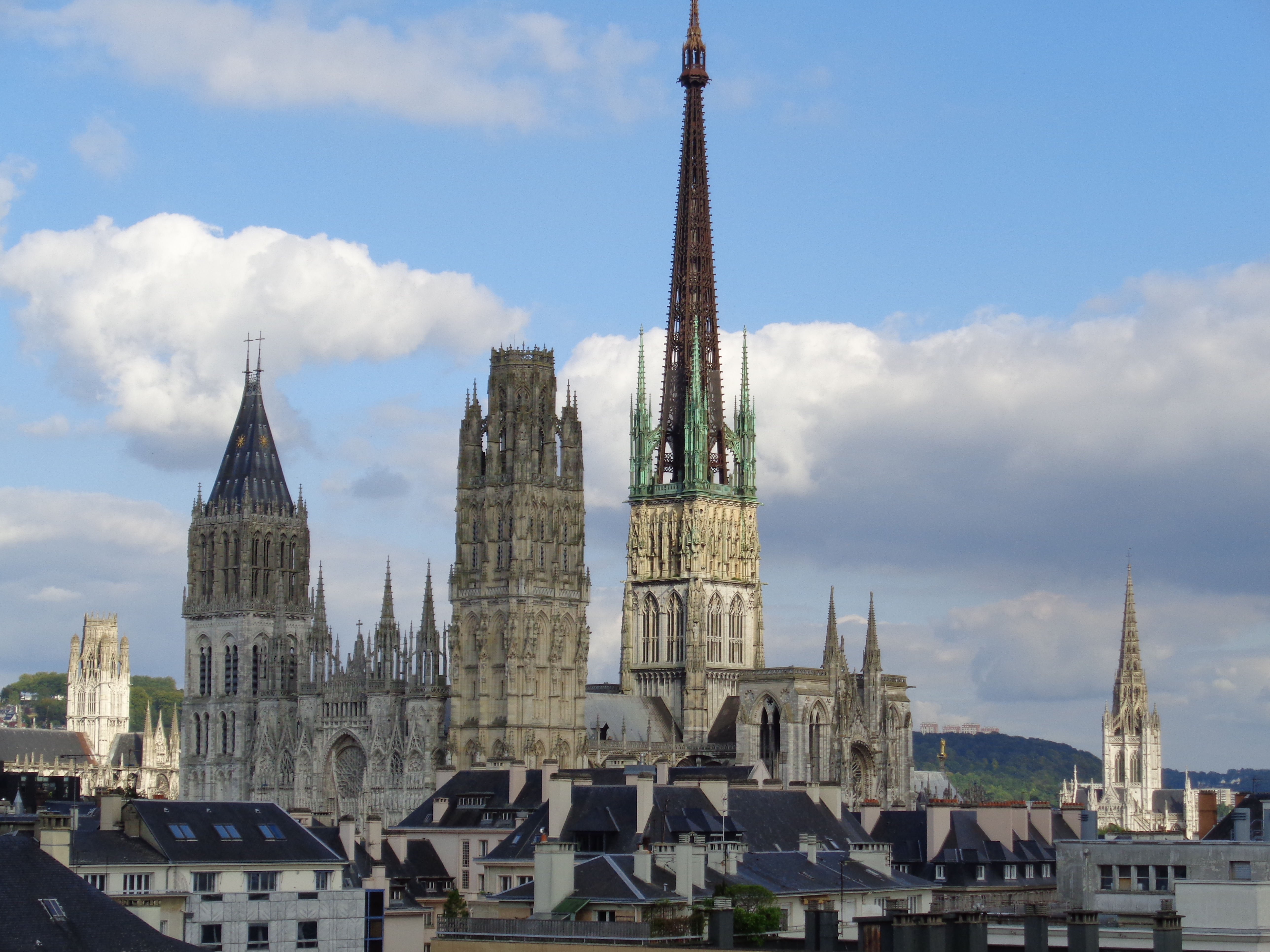
Veduta della cattedrale gotica.

Dal 1214 l'architetto Enguerran, succeduto a Jean d'Andely, lavora sulla cappella assiale. La costruzione del coro è in fase terminale nel 1220; il piedicroce viene completato fra il 1234 e il 1237 e con esso la cattedrale, che verrà consacrata ufficialmente dall'arcivescovo Pietro da Collemezzo. Nel 1280 l'arcivescovo Guillaume de Flavacourt concede il terreno di fronte al transetto nord, che permetterà a Jean Davy la costruzione della Corte dei Librai e, in seguito, l'elevazione della facciata sud. Le due torri inquadranti entrambi i fronti del transetto dovevano essere coperte da guglie, ma non vennero mai realizzate. 
In questo periodo si dà inizio alla costruzione del chiostro sulla Cour d'Albane, tuttavia si eleveranno solo l'ala orientale, sormontata da vaste sale, e una parte di quella meridionale. Il nome deriva da un collegio, fondatovi nel XIII secolo dall'arcivescovo Pietro da Collemezzo, nominato nel 1244 cardinale vescovo suburbicario di Albano.
Nel 1302 l'arcivescovo Flavacourt decide di realizzare una nuova e più vasta cappella assiale dedicata alla vergine.
I lavori riprendono nel 1370 quando si mette mano alla facciata principale, che sarà completata solo verso il 1450. Allora viene costruita una serie di arcate riempite con più di 60 statue, di probabile influenza inglese. 
Vennero eseguite da Jean Périer, e proseguite da Jean de Bayeux e Jenson Salvart. Quest'ultimo modificherà anche le finestre del cleristorio della cattedrale, per apportarvi più luce, e le nuove vetrate saranno realizzate da Jehan de Senlis.
Guillaume Pontifs divenuto il nuovo architetto della cattedrale nel 1462, prosegue i lavori alle finestre nel transetto nord e termina fra il 1468 e il 1478 la Tour Saint-Romain, sopraelevandola di un piano e aggiungendovi lo spioventissimo tetto in ardesia. Nel 1477-1479 riprende completamente la Librairie des Chanoines, "Libreria dei Canonici" (Biblioteca del Capitolo) realizzata da Salvart, e vi costruisce la splendida Escalier des Libraires, la "Scala dei Librai", che immette l'accesso alla biblioteca direttamente dal transetto della cattedrale. Il portale anteriore della Cour des Libraires, "Corte dei Librai", sarà terminato nel 1484.
La facciata principale si trova tuttavia squilibrata, dominata dall'unica torre di Saint-Romain; così Guillaume Pontifs, per volere dell'arcivescovo Robert de Croismare, inizia alla fine del 1485 la costruzione della fiammeggiante Tour de Beurre, cosiddetta perché finanziata con le elemosine versate dai fedeli per avere il diritto di consumare il burro durante la Quaresima.

#### Dal Rinascimento alla Rivoluzione

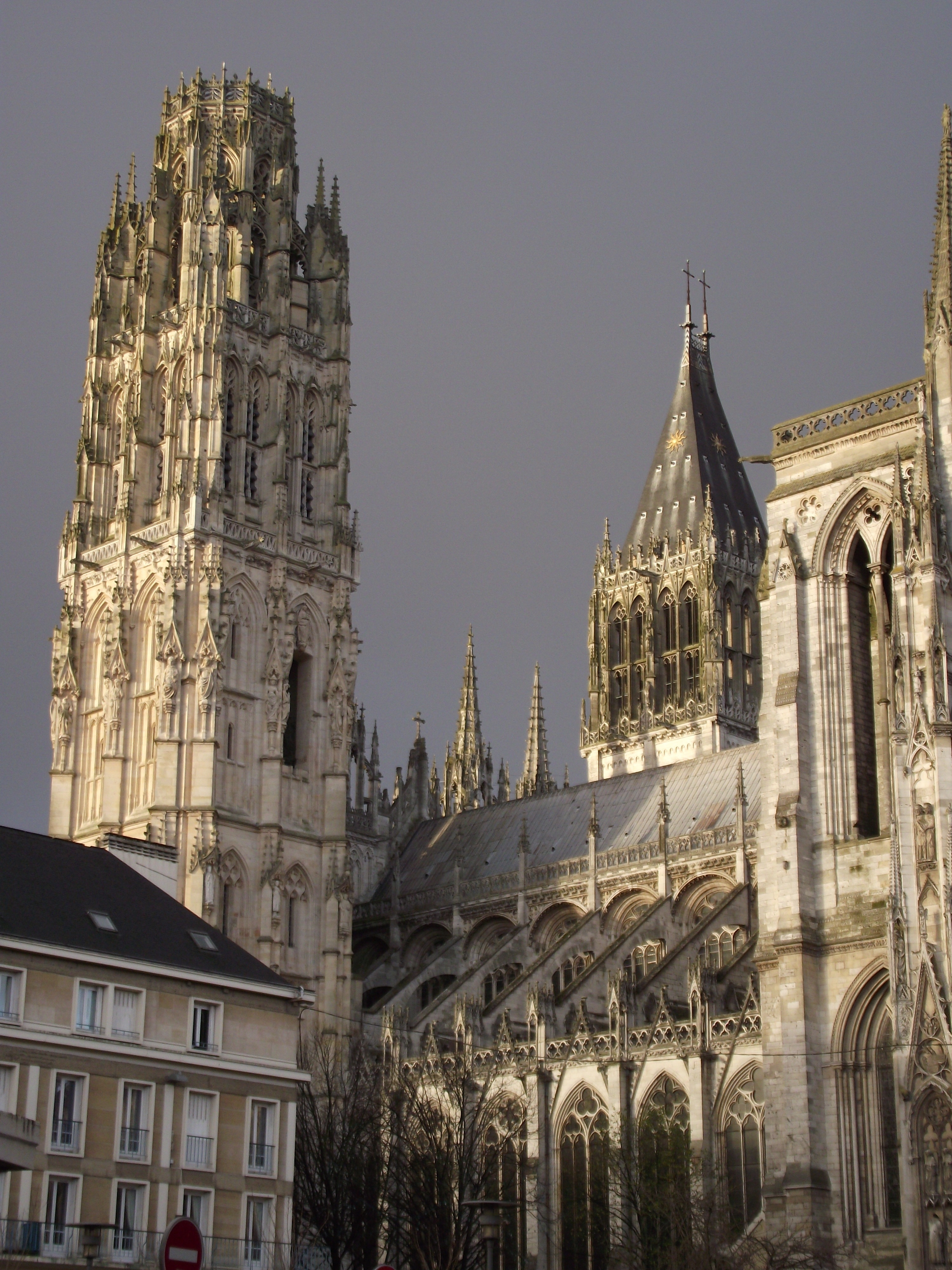
La struttura gotica con la Tour de Beurre e la Tour Saint-Romain.

Jacques Le Roux termina la tour du Beurre nel 1506, anche se il suo coronamento resterà incompiuto. Tuttavia la realizzazione della torre scombussola la facciata: appaiono delle fessure e il rosone costruito da Jean Périer verso il 1370 minaccia di spezzarsi. Si decide quindi di ricostruire il portale centrale, affidato a Roulland Le Roux che lo realizzerà fra il 1508 e il 1511. La decorazione e il timpano si devono a Pierre des Aubeaux.
La guglia gotica originale della torre nolare, detta l'Ago, risalente al XIII secolo, subisce un grave incendio il 5 ottobre 1514. L'anno seguente Roulland Le Roux consolida la torre e vi aggiunge un piano in previsione di una nuova guglia, ma il suo progetto per una struttura in pietra viene rifiutato. Sarà il darnétalese Robert Becquet che la realizzerà in legno ricoperto di piombo dorato, a forma piramidale di stile rinascimentale. Iniziata nel 1538 sarà terminata nel 1557 culminando ad un'altezza di 128 metri.
Durante le Guerre di religione la cattedrale viene saccheggiata dagli Ugonotti nel 1562, le statue mancanti ne sono la testimonianza, le tombe del Duca di Bedford e del cardinale d'Estouteville sono distrutte; le statue dei Santi e degli Arcivescovi sulla facciata sono decapitate.
Una tempesta nel 1683 colpisce gravemente la facciata principale, danneggia il rosone e abbatte tre delle quattro torrette di coronamento che cadono sulle volte e distruggono l'organo. Un dono del Re Sole permette di ripristinare i danni.
Nel XVIII secolo il Capitolo della cattedrale intraprende dei lavori di ammodernamento. Nel 1734-1736 sopraelevano il coro, alleggerendolo dalle numerose tombe che lo ingombravano, e lo dotano di un nuovo altar maggiore opera di Cartault. Il pilastro centrale del portale principale viene rimosso per facilitare il passaggio delle processioni; le cancellate in rame che racchiudevano il coro dal 1526 vennero rimpiazzate con altre in rame dorate e lo jubé del XIII secolo sparì nel 1772, per essere sostituito da uno classico in marmo eseguito nel 1775 da Guillaume-Martin Couture.

#### Epoca moderna

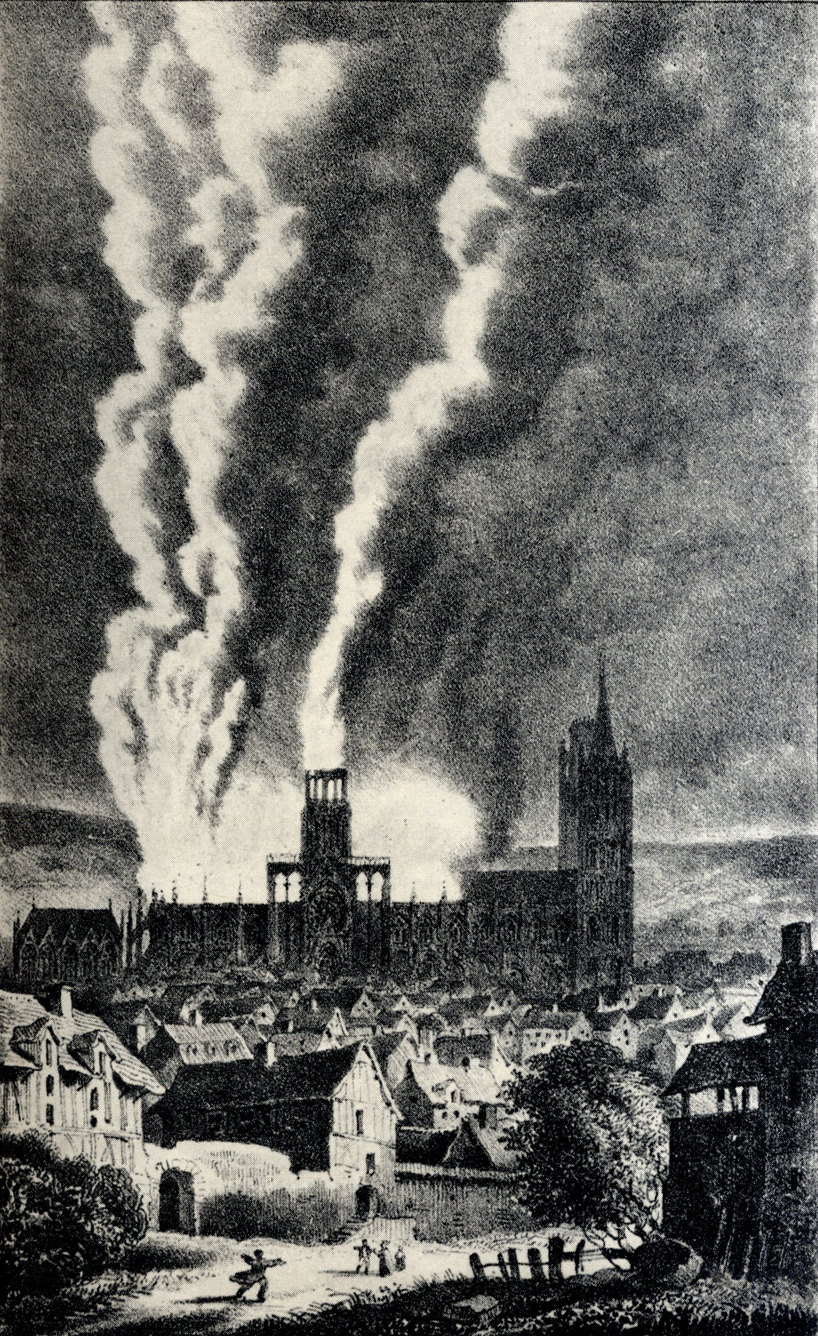
L'incendio del 1822.

Durante la Rivoluzione francese la cattedrale viene trasformata in Tempio della Ragione, la cappella della Vergine diviene un fienile e il resto dell'edificio una sala da concerti. Recupererà la funzione di cattedrale nel 1796.
Il 15 settembre 1822 un fulmine fa bruciare la guglia rinascimentale e l'architetto Jean-Antoine Alavoine propone la costruzione di una nuova, slanciatissima, guglia in ghisa in stile gotico. I lavori cominciano nel 1825 (la guglia è completata nel 1834), per finire però solo nel 1884 con la posa delle quattro guglie minori in rame opere di Ferdinand Marrou sui disegno di Jacques-Eugène Barthélémy.

#### Epoca contemporanea

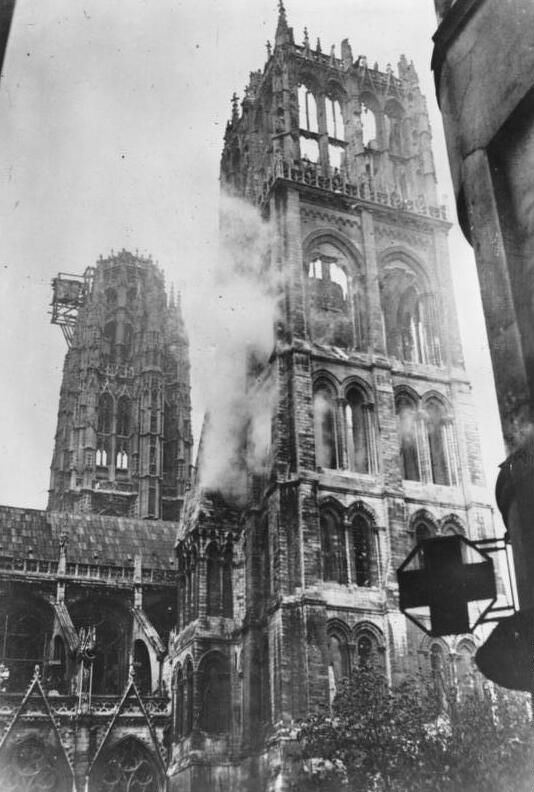
Il bombardamento del 1944.

Durante la Seconda guerra mondiale, il bombardamento di Rouen del 9 giugno 1940 colpisce il quartiere fra la cattedrale e la Senna, l'incendio arriva fino alla navata laterale della cattedrale.
Nella notte fra il 18 e il 19 aprile 1944, durante il bombardamento da parte della Royal Air Force, la cattedrale è sventrata da sette ordigni, di cui uno, caduto nel coro, non esplose. Le navate laterali e le cappelle laterali sud sono distrutte, tranne quella di Sainte-Catherine, i cui archi rampanti saranno i soli a reggere la navata centrale. Uno dei quattro pilastri della crociera, sostenenti la guglia, è gravemente danneggiato; sarà rapidamente rinforzato per impedire il crollo della guglia. Lo spostamento d'aria delle esplosioni fa saltare quasi tutte le vetrate. Nel successivo bombardamento della cosiddetta Semaine rouge, portato a termine dall'aviazione statunitense tra il 30 maggio e il 5 giugno 1944, il 1º giugno la torre Saint-Romain s'incendia, causando la caduta delle campane; le fiamme si propagano alla navata laterale nord fino alla Cour des Libraires.
I lavori di restauro sono diretti da Albert Chauvel, architetto capo per i monumenti storici, e la cattedrale è riaperta al culto il 17 giugno 1956 in presenza del presidente René Coty.
Il 26 dicembre 1999 la tempesta Lothar provoca la caduta di una delle quattro guglie minori della torre nolare che precipitò sul tetto del coro, sfondandolo, e causò il danneggiamento degli stalli lignei all'interno. Sono seguiti subito lavori di ripristino che sono continuati con una grande campagna di restauro terminata nel maggio del 2015.

## Descrizione

### Esterno
La cattedrale di Rouen domina tutta la città con la sua grande massa irta di torri e pinnacoli. 
La sua architettura gotica tocca tutti gli stili concernenti il suo sviluppo, dal gotico primitivo a quello fiorito fino a quello fiammeggiante, in un lasso di tempo che va dal XIII al XVI secolo, senza escludere la guglia in stile neogotico della torre nolare.
È stata il prototipo per tutte le chiese gotiche della regione.

#### Le torri
La cattedrale è dotata di tre torri principali e di altre quattro, incompiute, che inquadrano le facciate laterali del transetto. Sulla facciata principale svettano due campanili, mentre dalla crociera si staglia la torre nolare.
- Tour Saint-Romain. La torre nord, di San Romano, sorge a sinistra della facciata principale, eretta nel 1185 fu la prima costruzione della cattedrale gotica. Venne poi sopraelevata in stile fiammeggiante nel 1468-1478 fino a raggiungere l'altezza di 82 metri.
- Tour de Beurre. La torre sud, "di Burro", sorge a destra della facciata principale. Venne eretta in stile gotico-fiammeggiante fra il 1485 e il 1506, rimasta senza coronamento, misura 75 metri d'altezza. Il nome deriva dal fatto che venne finanziata con le elemosine versate dai fedeli per avere il diritto di consumare il burro durante la Quaresima[4][5].
- Tour-lanterne. La Torre nolare, come dalla tradizione normanna svetta sulla crociera. Eretta dopo il grande incendio di Rouen del 1200, nel corso dei secoli venne più volte distrutta e ricostruita, da ultimo tra il 1822 e il 1876, allorché fu posta in opera l'attuale struttura in ghisa (che portò la cattedrale all'altezza di 151 metri, rendendola l'edificio più alto del mondo fino al 1880, quando vennero completate le torri della cattedrale di Colonia, alte 157 metri). Essa conserva tuttavia il titolo di campanile più alto di Francia e terzo d'Europa.

#### Facciata principale

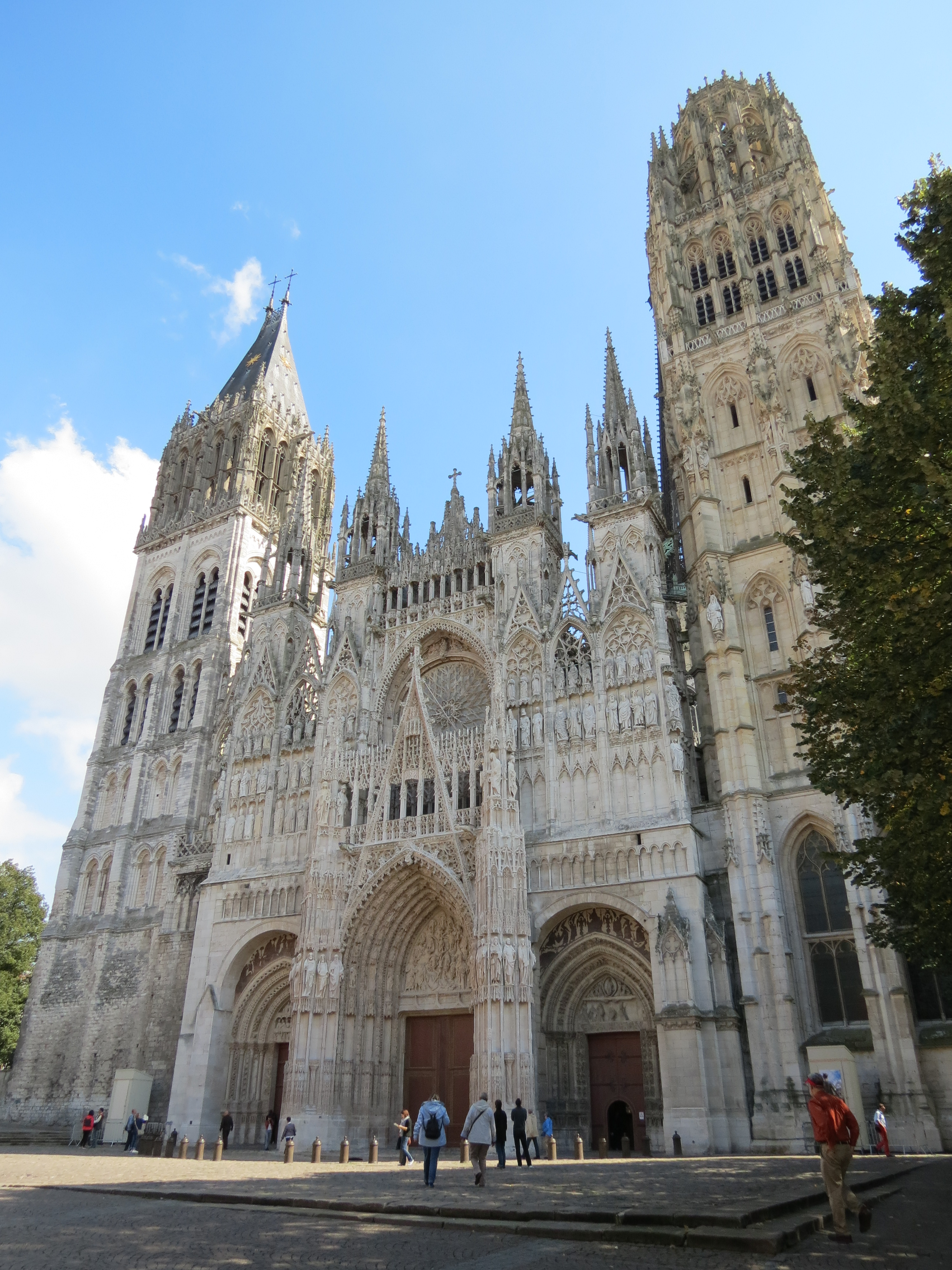
La facciata principale.

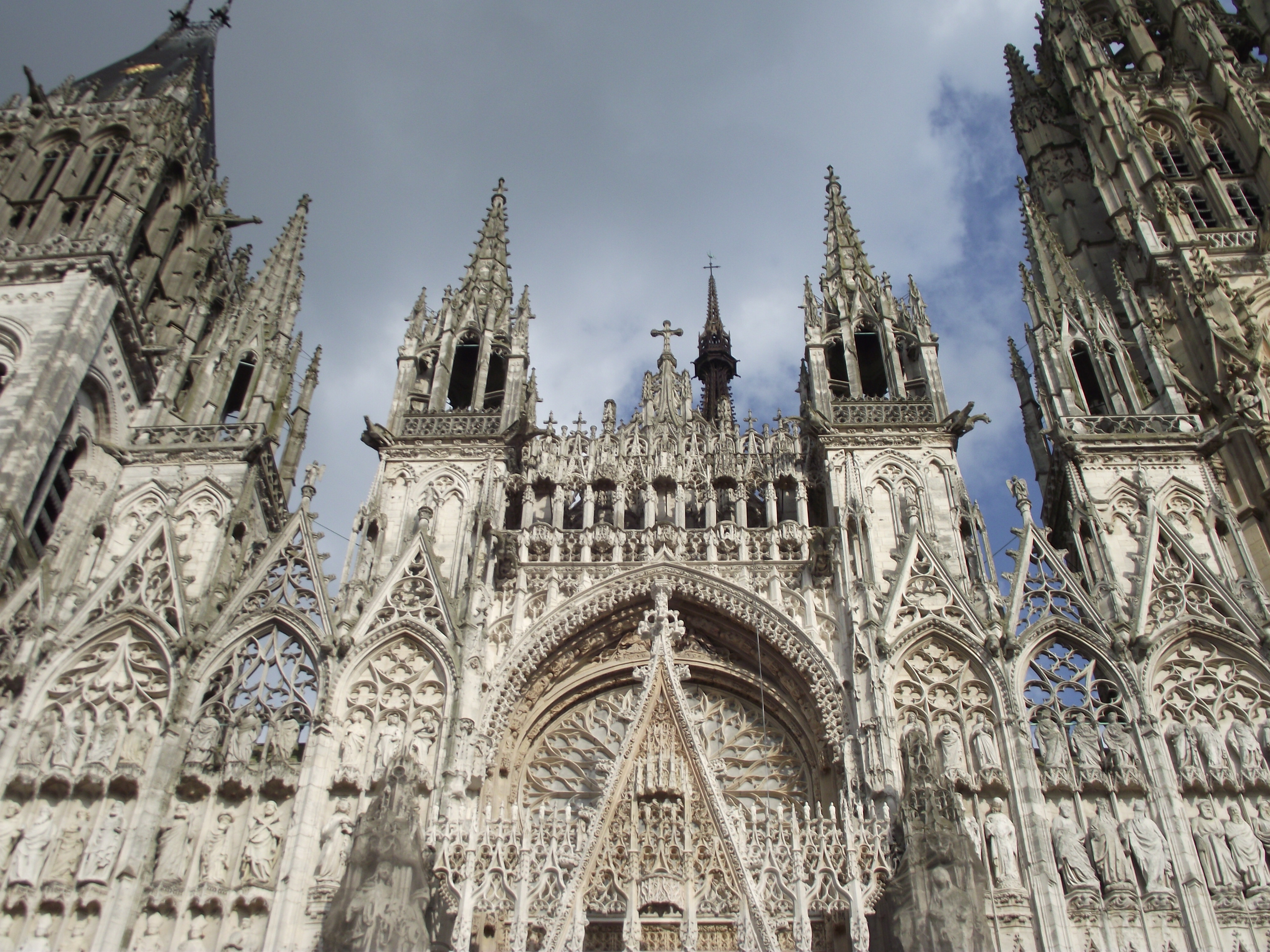
La parte superiore gotico-fiammeggiante.

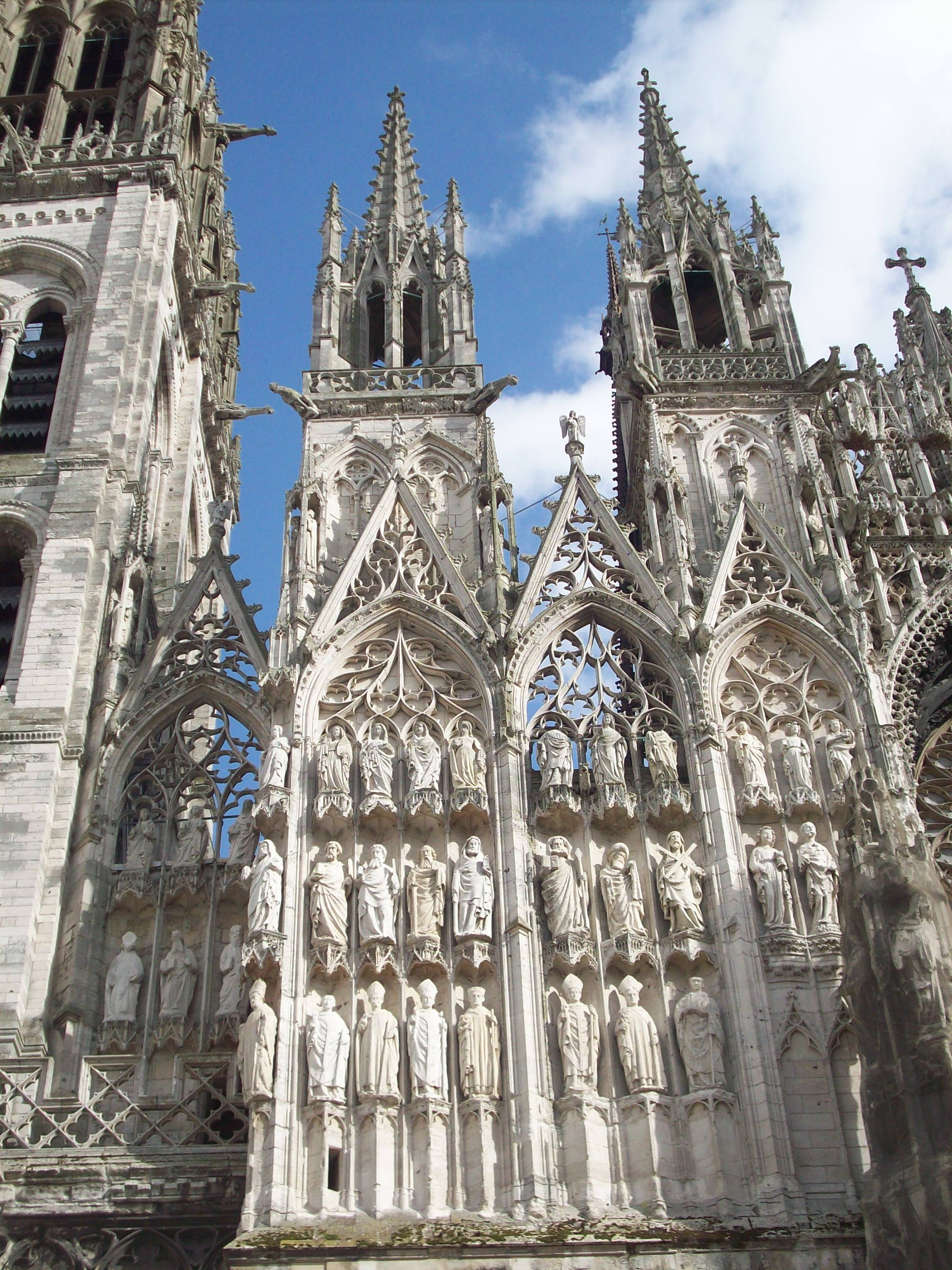
Particolare delle paraste gotiche traforate.

La facciata principale, occidentale, è ritmata verticalmente in tre parti da quattro torrette terminanti in ricche guglie traforate. Nella zona inferiore si aprono i portali. I due laterali, più antichi, si presentano in uno stile gotico primitivo, ancora di sapore romanico. Realizzati fra il 1170 e il 1180 risalgono all'epoca dell'erezione della torre di San Romano, e rappresentano le opere più antiche della cattedrale, anche se i loro timpani vennero aggiunti nella prima metà del XIII secolo. Il portale centrale è l'ultimo elemento gotico aggiunto alla cattedrale. Dedicato alla Vergine, sostituisce quello precedente duecentesco dedicato a San Romano. Venne realizzato per rinforzare la facciata dopo l'erezione della Torre di Burro che ne scombussolò la stabilità.
Tutta la parte superiore della facciata, il rosone e le paraste gotiche traforate laterali con la moltitudine di statue venne realizzata fra il 1370 e il 1420. Questa tipologia di decorazione è unica in Francia, ma assai comune in Inghilterra, da cui se ne deduce una certa influenza. La facciata è coronata da una serie di ghimberghe gotiche-fiorite alternativamente piene e traforate, eseguite nel 1386-1387 da Jean Périer.
- Portail Saint-Jean. Il portale settentrionale di San Giovanni si apre a sinistra della facciata, iscritto in un arcone a tutto sesto. Il timpano, diviso orizzontalmente in due parti, riporta Scene della Vita di San Giovanni Battista e di San Giovanni Evangelista. La parte superiore raffigura il Misterioso Passaggio di San Giovanni Evangelista. La parte inferiore, da sinistra a destra, racconta il Banchetto di Erode, la Danza di Salomè e la Decollazione del Battista. In alto, fra il portale e l'arcone sovrastante, è il Battesimo di Cristo fra Scene della Vita di San Giovanni realizzati con una tecnica singolare di "pietra da taglio" su un fondo di gigli, originariamente dorati. Nei piedritti esili colonne dai grandi capitelli a fogliami si alternano a splendide candelabre a motivi vegetali dai complicati disegni di intrecci a rilievo e trafori. Le quattro colonnine sorreggono altrettanti archivolti, due dei quali continuano il tema a motivi vegetali a rilievi e trafori, gli altri sono a trafori più semplici a carattere geometrico.
- Portail Saint-Étienne. Il portale meridionale di Santo Stefano, si apre a destra della facciata, gemello a quello nord di San Giovanni. Anch'esso è iscritto in un arcone a tutto sesto e presenta un timpano diviso orizzontalmente in due parti. La parte superiore presenta un Cristo in Maestà che accoglie fedeli e pellegrini; sotto, la Lapidazione di Santo Stefano mutilata dai protestanti durante le Guerre di religione. Nella parte sovrastante, fra il portale e l'arcone, è la Raccolta delle anime. Nei piedritti colonne dai grandi capitelli a fogliami si alternano a candelabre scolpite con motivi vegetali a rilievo. Delle quattro colonnine ne restano tre, le più esterne vennero soppresse per la realizzazione della "Tour de Beurre" da una parte e del portale centrale dall'altra. Restano ancora i quattro archivolti, due dei quali continuano il tema a motivi vegetali a rilievi dei piedritti, e gli altri presentano trafori semplici a carattere geometrico.
- Portail Notre-Dame. Il portale di Nostra Signora si apre al centro della facciata e appare profondamente inquadrato da due pilastri gugliati e sormontato da un'alta ghimberga traforata che inquadra anche il rosone sovrastante. Venne realizzato fra il 1509 e il 1514 in uno sfavillante stile gotico-fiammeggiante. Nel timpano è scolpito l'Albero di Jesse, una delle rare rappresentazioni di questo soggetto in pietra; e negli archivolti sono circa 356 statue di Patriarchi, Sibille e Profeti[12]. Tutte le opere scultoree vennero realizzate da Pierre des Aubeaux e dalla sua bottega nel 1512-1513. Purtroppo soffrirono molto dei danni degli Ugonotti durante le Guerre di religione, quando andarono distrutte le statue allora poste sotto i baldacchini dei piedritti, e quelle del timpano furono decapitate. Le porte vennero eseguite nel 1512 da Nicolas Castille.

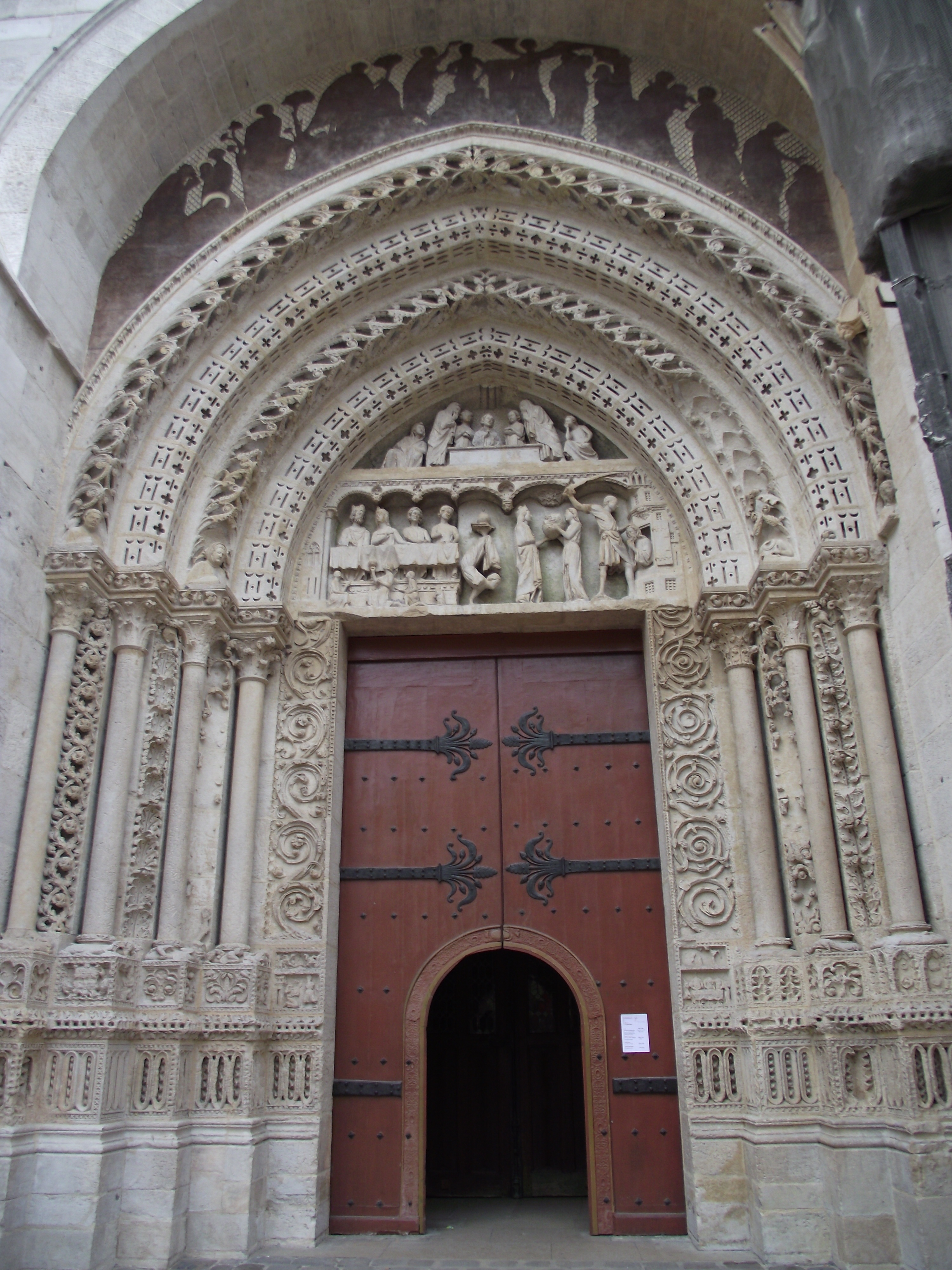
Portale di San Giovanni.
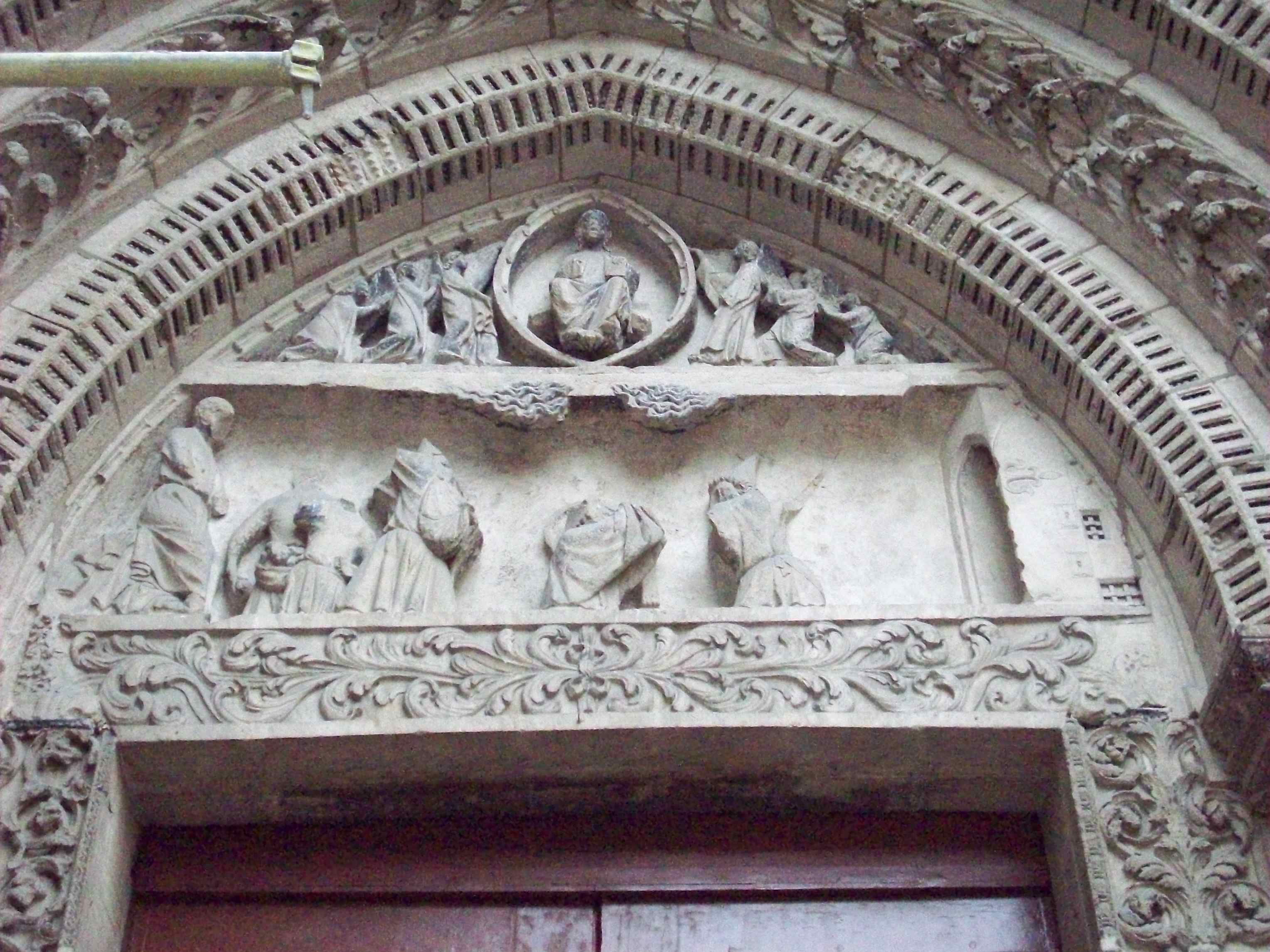
Portale di Santo Stefano.
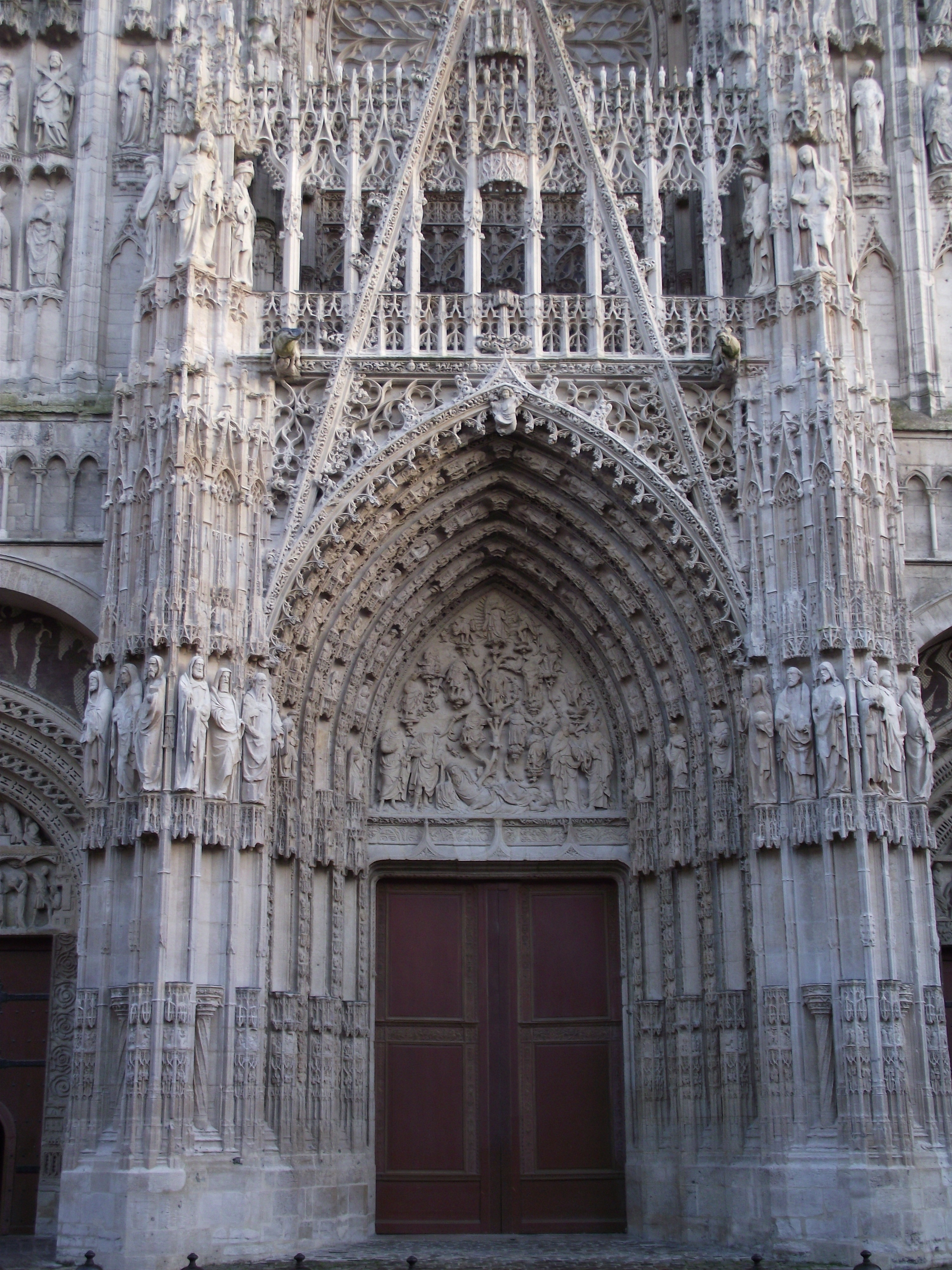
Portale di Nostra Signora.
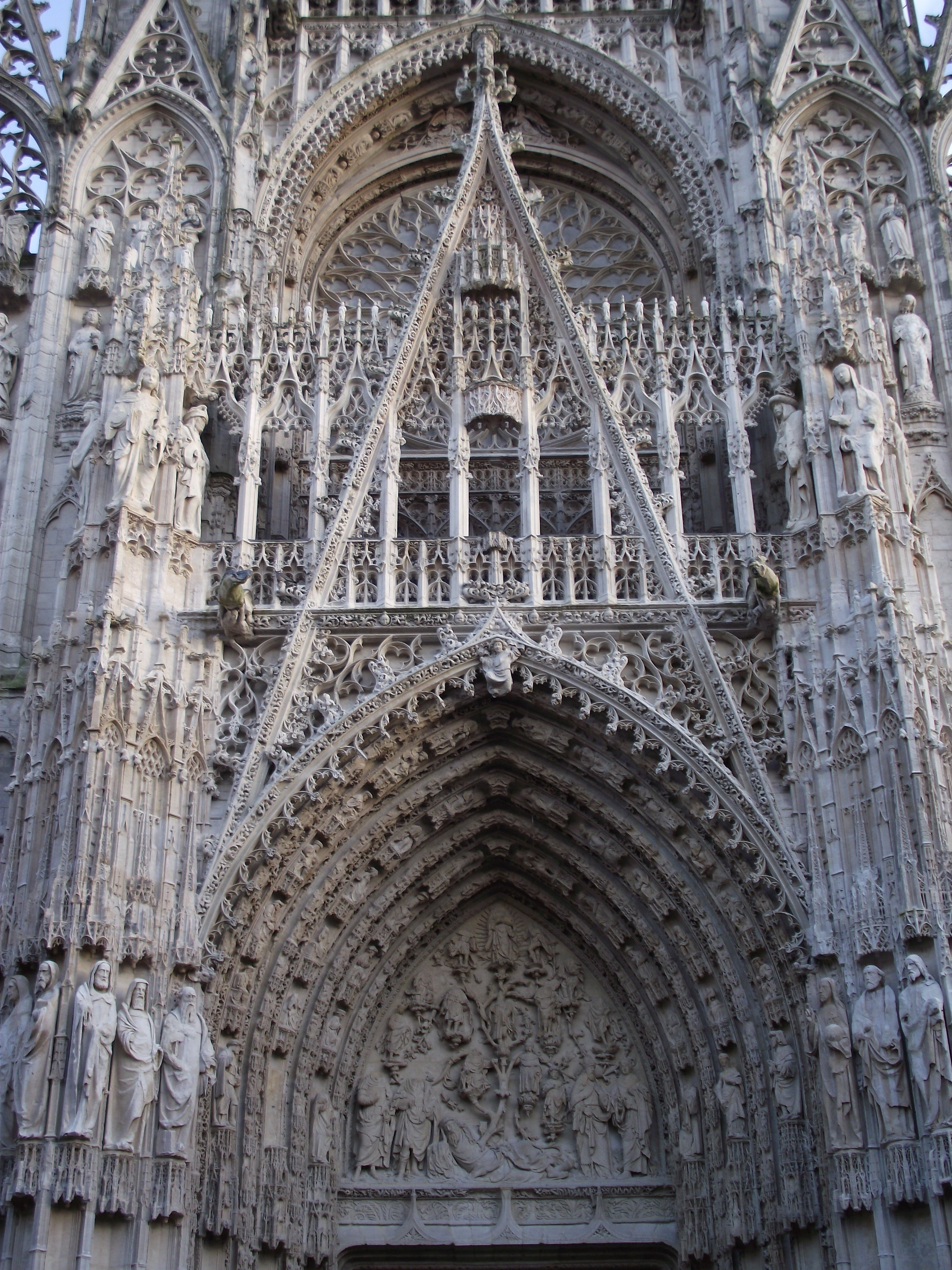
Timpano e ghimberga del Portale di Nostra Signora

#### Fianchi e transetto

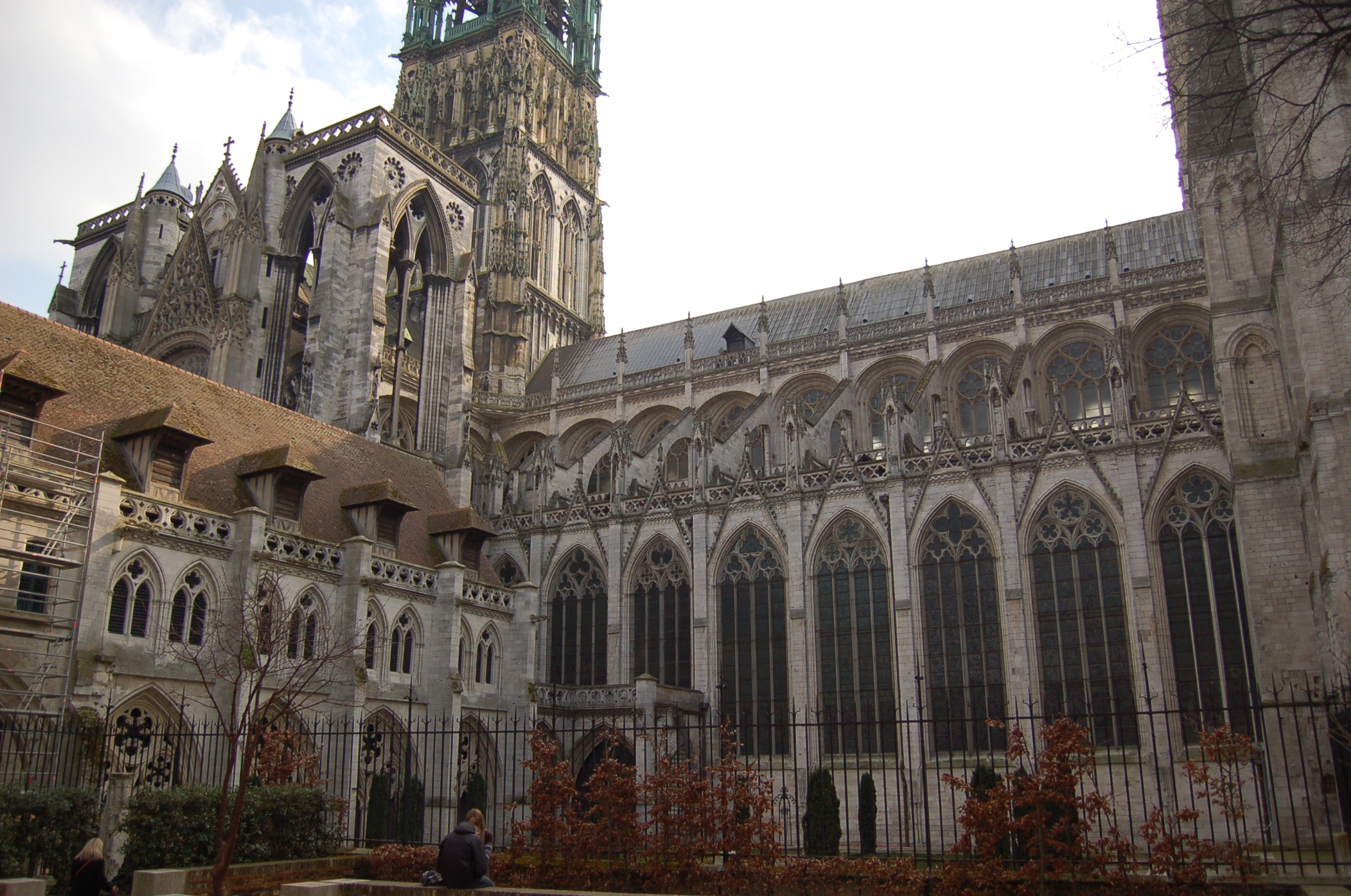
Il fianco settentrionale e il chiostro sulla Cour d'Albane.

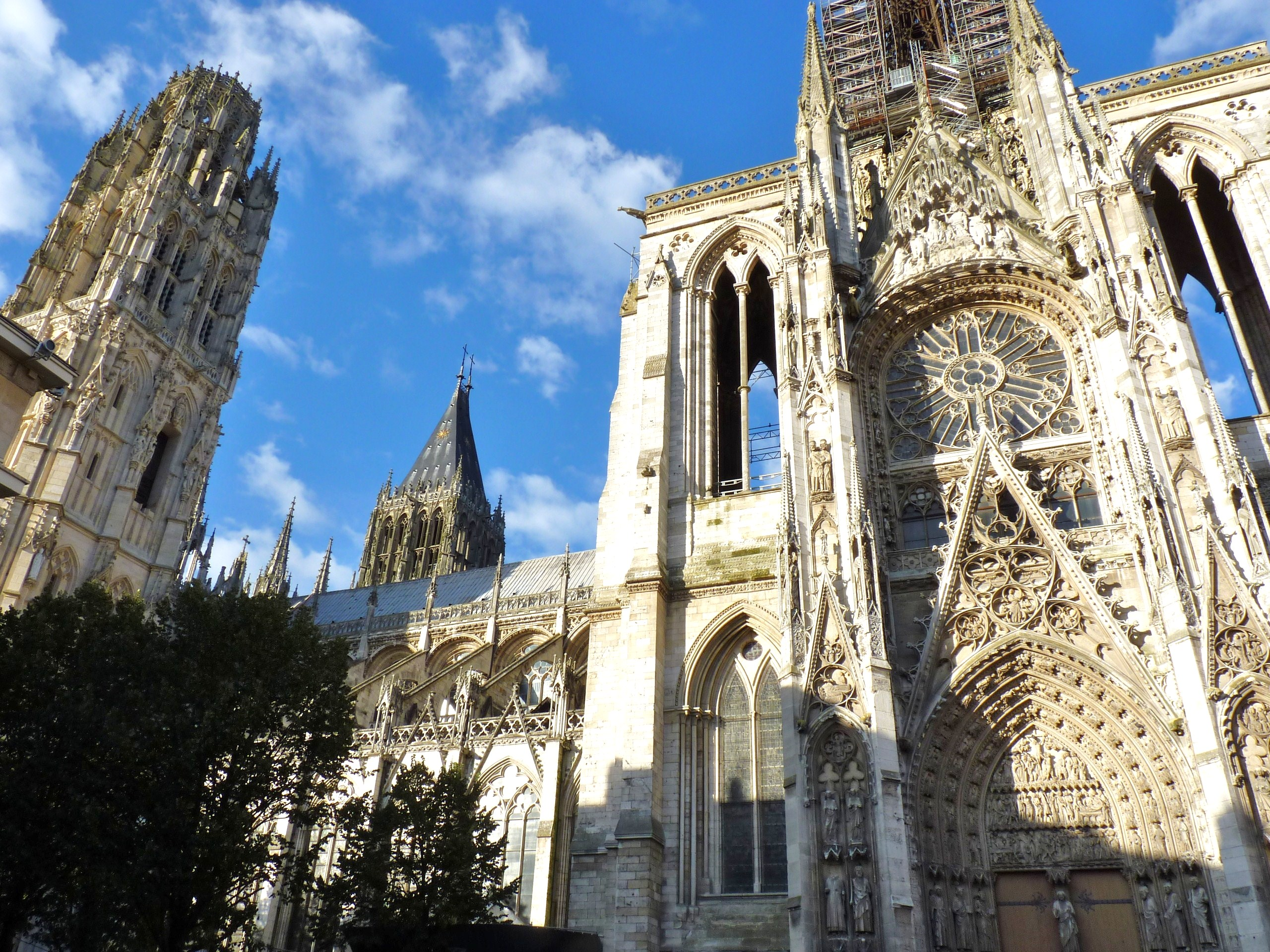
Veduta del fianco meridionale.

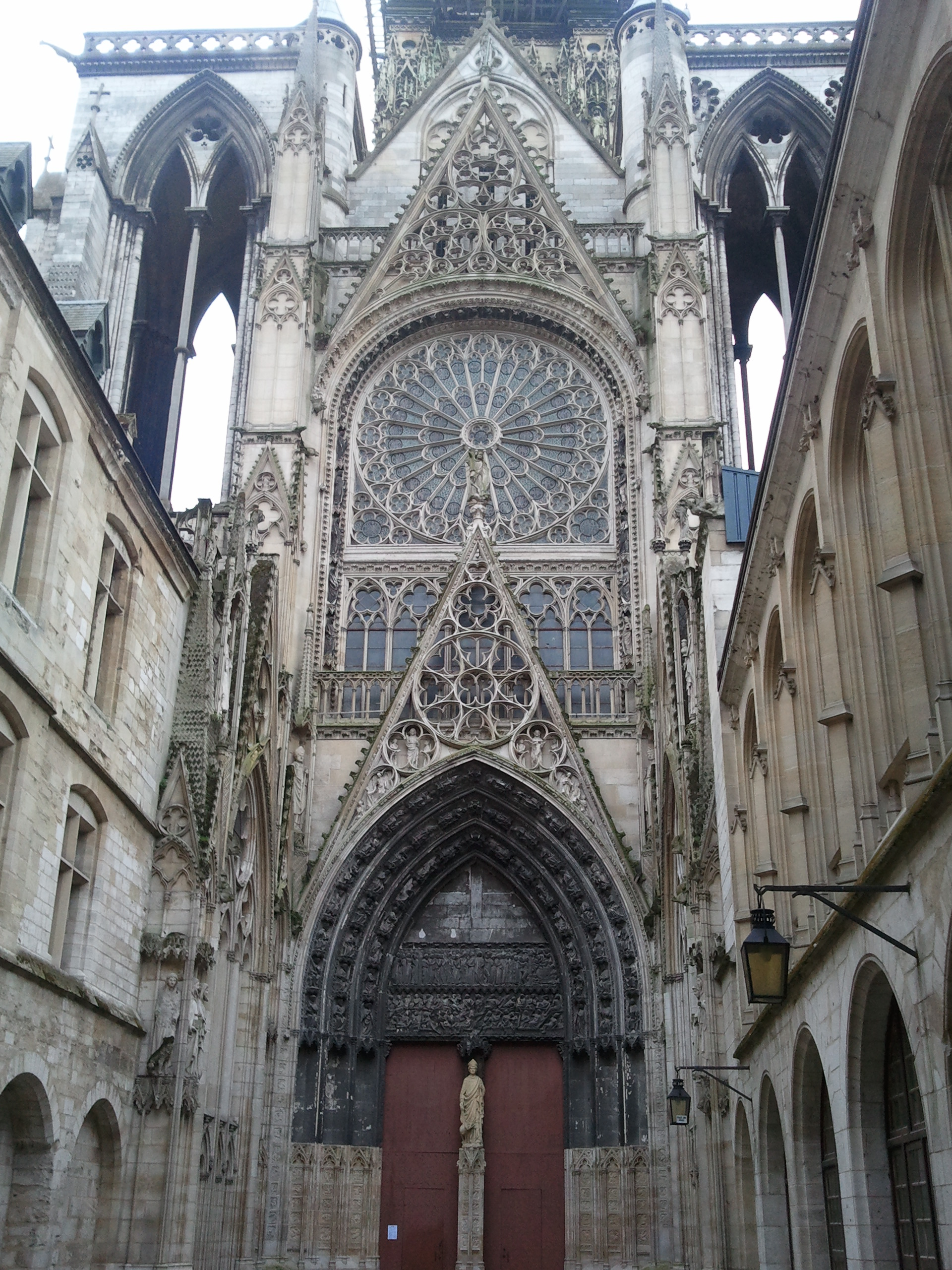
Il Portale dei Librai.

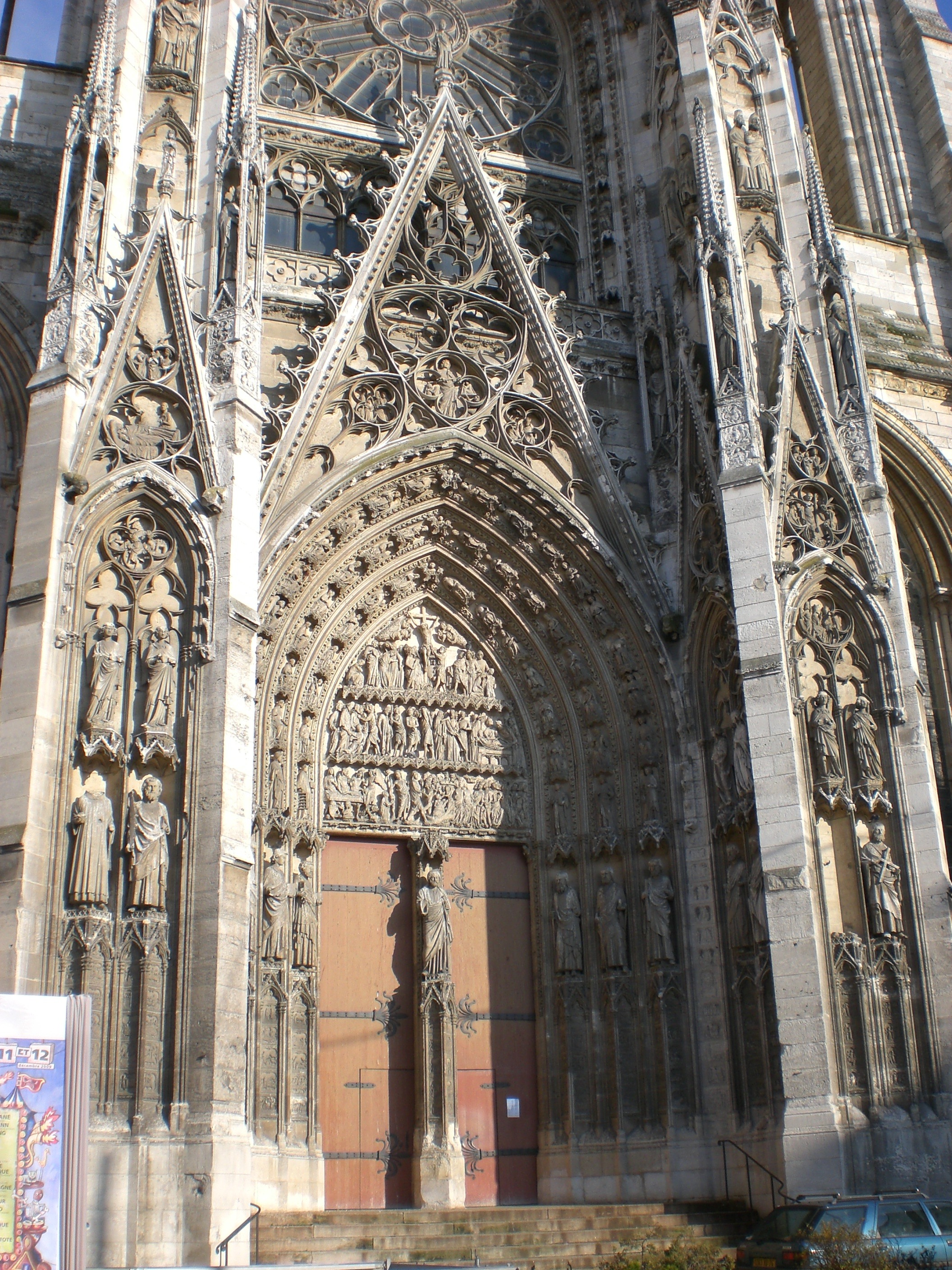
Il Portale della Calenda.

I lati rivolti a nord e a sud sono ritmati dalla sequenza delle campate, aperte da quadrifore nella parte alta corrispondente al cleristorio e dalle grandi polifore delle cappelle laterali coronate da ghimberghe traforate. Scandiscono l'insieme i caratteristici archi rampanti, elemento tipico delle chiese gotiche, da cui sporgono i doccioni con gargouilles. Tutta la visuale converge sulla torre nolare che domina, svettando dalla crociera, tutta la massa architettonica della cattedrale.
Nel lato settentrionale si apre un chiostro, la Cour d'Albane, duecentesco, incompiuto. Si elevarono solo l'ala orientale, sormontata da vaste sale, e una parte di quella meridionale. Il nome deriva da un collegio, fondatovi nel XIII secolo dall'arcivescovo Pietro da Collemezzo, nominato nel 1244 cardinale vescovo di Albano.
I due prospetti dei bracci del transetto sono aperti ciascuno da un ricco portale ogivale a ghimberga sormontato da un grande rosone con timpano e ghimberga. Entrambi i fronti sono inquadrati da due agili pinnacoli e ancora da due torri gemelle, costruite nel XIII secolo, che dovevano reggere delle guglie in pietra mai realizzate.
- Portail des Libraires. Il "Portale dei Librai" si apre sul fronte nord, e venne costruito a partire dal 1280 per volere del arcivescovo Guillaume de Flavacourt. Dapprima denominato Portail de la Vierge, nel XIV secolo prende il nome di Portail des Boursiers dalla presenza, nella corte antecedente il transetto, di una dozzina di botteghe di borsai[13]. Infine prenderà il suo nome definitivo, l'attuale, quando nel XV secolo al posto delle botteghe vi venne installata una "Librairie", che in Francese antico designava una biblioteca. Le decorazioni scultoree rappresentano il Giudizio universale (Jugement dernier) e Scene della Genesi. La lunetta è divisa orizzontalmente in tre parti. In quella inferiore è la Resurrezione dei Morti, raffigurati uscendo dalle loro tombe; nella centrale la Separazione fra i giusti e i dannati; e nella parte superiore, mai realizzato, doveva comparire Cristo in Maestà[12]. Gli archivolti sono popolati da Angeli, Apostoli e Martiri. Al pilastro centrale è statua ottocentesca di San Romano. Nei piedritti sono dei medaglioni, iscritti in quadrilobi, che, nella parte superiore, raccontano la Genesi, dalla Creazione alla Morte di Abele per Caino; e in quella inferiore presentano figure fantastiche. Tutta la parte alta del fronte nord è occupato dalla grande polifora che iscrive il rosone. Lungo i piedritti inquadranti il rosone è posta una serie di statue delle Vergini Sagge e Vergini Folli. Si presuppone che nel XIII secolo tutte le sculture fossero state dipinte, poiché si son trovati frammenti di pittura in una statua della parte alta del portale[13].
- Portail de la Calende. Il "Portale della Calenda" si apre sul fronte sud del transetto, e venne costruito a partire dal 1280[6] grazie alla donazione di Jean Gorren, un ricco borghese di Harfleur[13]. Deve il suo nome a delle riunioni ecclesiastiche che si tenevano al momento delle Calende in un edificio nella piazza di fronte alla testata del transetto. Le delicate decorazioni scultoree, realizzate in pietra di Vernon, raffigurano Scene del Vecchio Testamento e Scene della vita di sant'Ouen e san Romano, patroni di Rouen. Il timpano scolpito sviluppa su tre livelli il Mistero Pasquale: il registro mediano tratta la Passione di Cristo a sinistra, e la Deposizione a destra; il registro superiore rappresenta la Crocifissione, mentre quello inferiore tratta la Resurrezione e l'Ascensione. Il pilastro centrale porta la statua di Cristo. I piedritti accolgono statue di Santi, nei basamenti sono invece diversi bassorilievi che raccontano le storie di Giobbe, Giacobbe, Giuseppe e Giuditta; la parabola del Ricco stolto e Scene della vita di San Romano[13]. Negli archivolti sono disposte statue di Vescovi, Re e Profeti. La parte superiore è tutta occupata dalla bella polifora che iscrive il rosone, formato dalla raggiera di dodici bifore alternate, con ogive ora disposte verso l'esterno e ora verso il centro. Il rosone è a sua volta sormontato da un timpano che accoglie il gruppo scultoreo dell'Incoronazione della Vergine. Questo portale presenta una decorazione così delicata che vide un primo intervento già nel XVI secolo[13]. Tuttavia il grande restauro si effettuò nel 1861-1868, ad opera del grande architetto Eugène Viollet-le-Duc che lo definì così:

#### Parte absidale

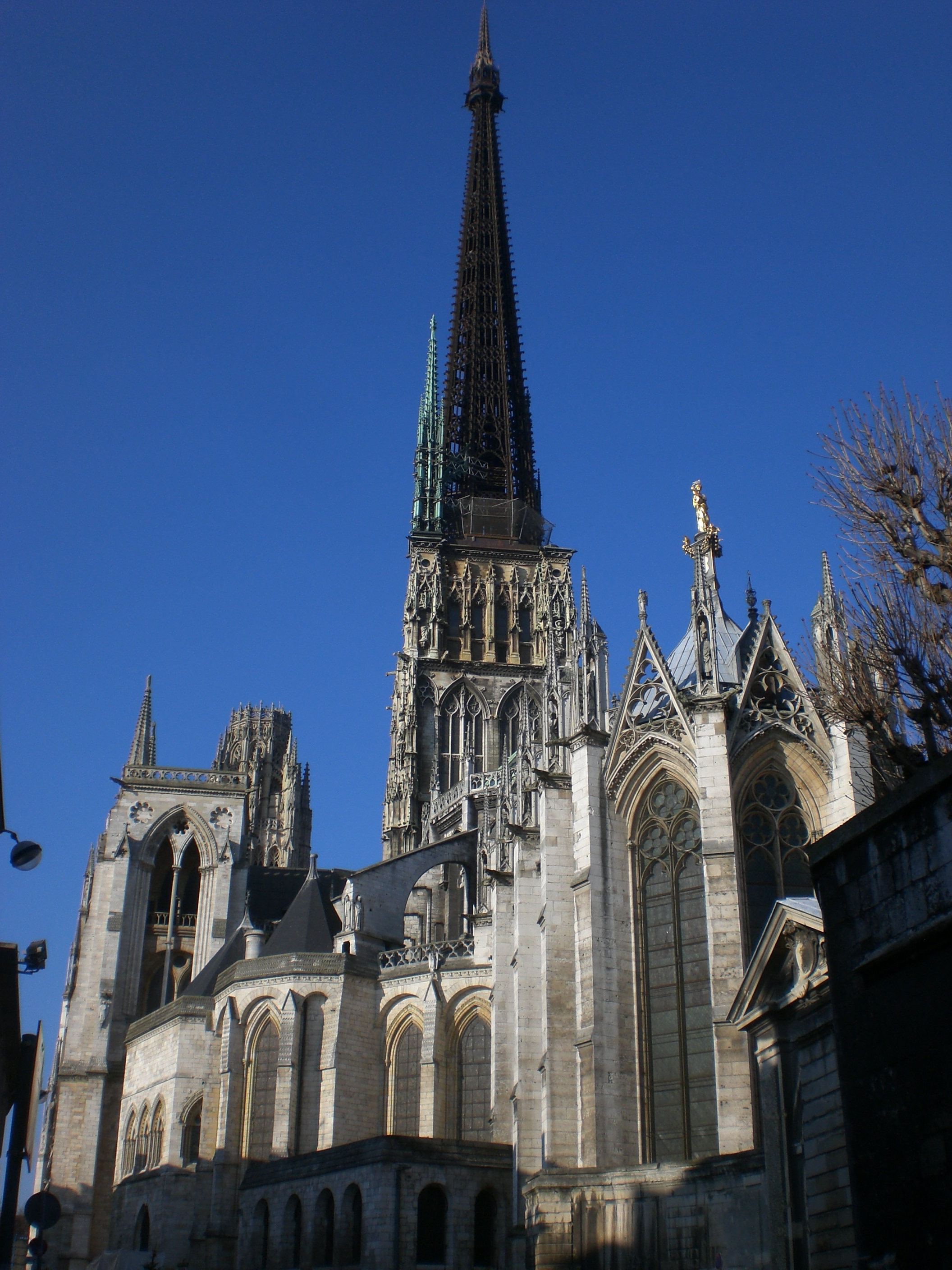
La parte absidale con la Cappella della Vergine.

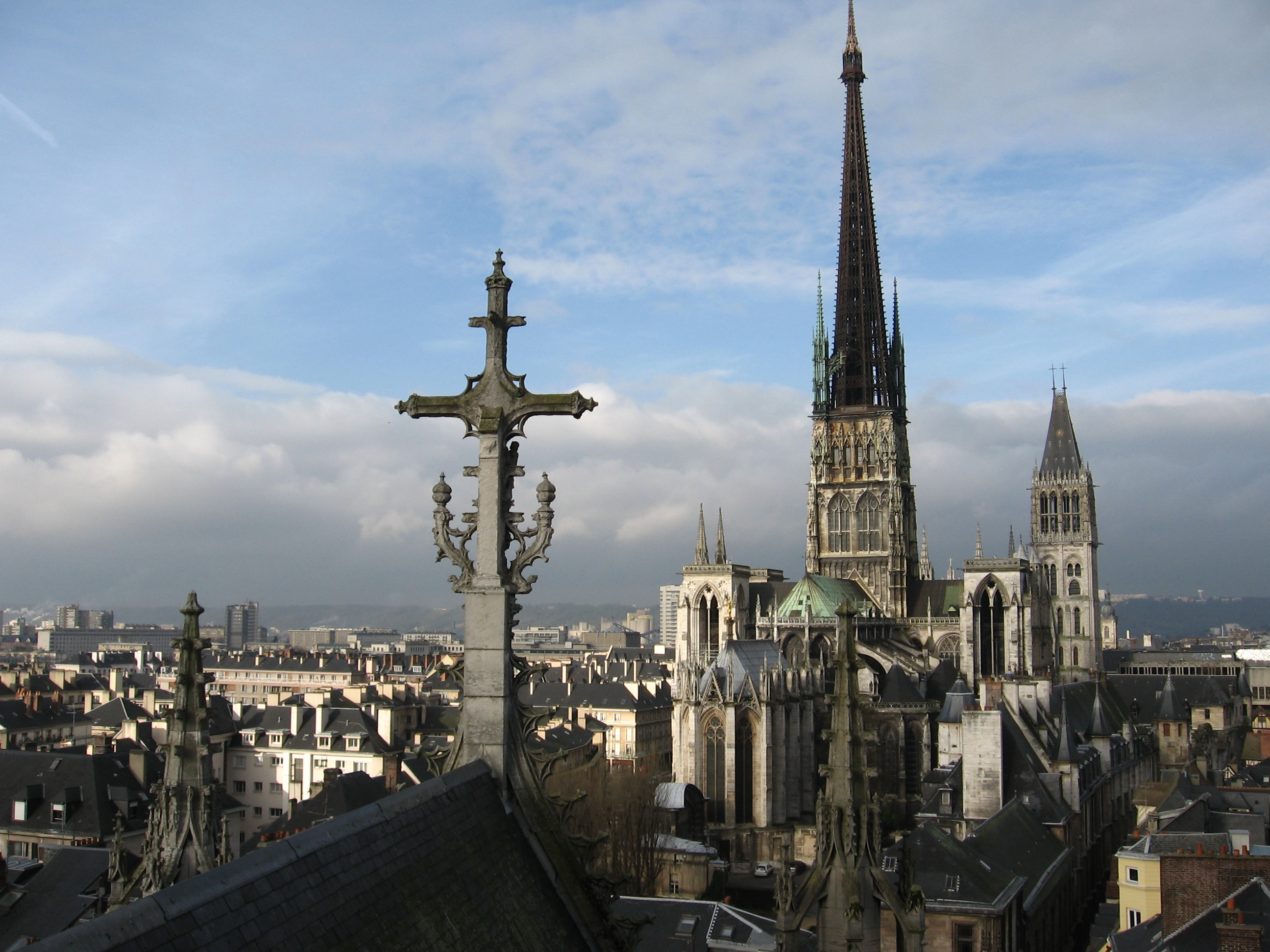
Veduta dell'abside.

Oltre il transetto meridionale, lungo il fianco del coro della cattedrale, in rue des Bonnetiers, s'innestano diversi edifici duecenteschi utilizzati dal Capitolo come Sacrestia dei Canonici, Vestiario e Archivio.
All'estremità della cattedrale sporge la Cappella della vergine, dalle alte finestre ogivali coronate da ghimberghe e inquadrate da contrafforti sormontati da pinnacoli. Sulla punta di colmo del tetto si erge una statua dorata della Vergine, realizzata nel 1541 da Nicolas Quesnel; mentre il colmo del tetto del coro accoglieva fino al XVIII secolo una statua equestre in piombo dorato di San Giorgio che uccide il Drago.
Dietro la cattedrale si erge il Palazzo Arcivescovile, il cui giardino interno ingloba la parte absidale con la cappella assiale.

### Interno

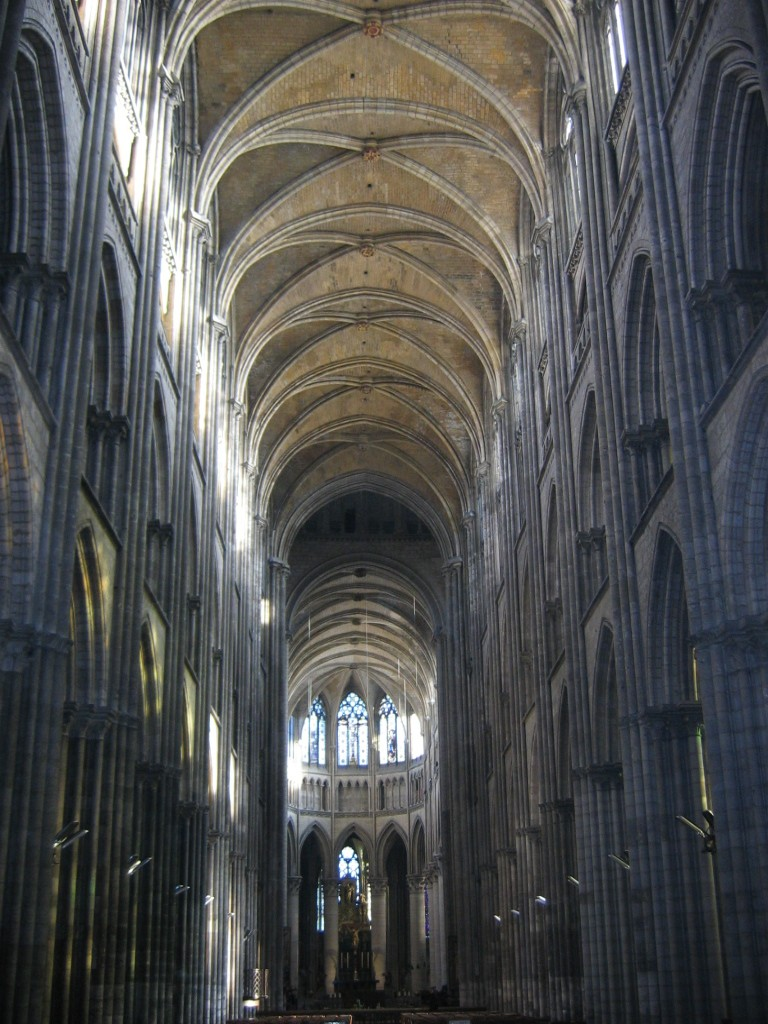
Navata centrale

La cattedrale di Rouen ha pianta a croce latina divisa in tre navate, con transetto, crociera sormontata da tiburio, profondo coro a deambulatorio e cappella assiale.

#### Piedicroce
Il piedicroce è diviso in tre navate e dieci campate da possenti pilastri a fascio che reggono volte a crociera. L'alzato si sviluppa su quattro livelli: in basso le grandi arcate ogivali, che sono riproposte in versione ribassata nei sovrastanti matronei che, mai realizzati, si aprono direttamente sulle navate laterali. Il terzo livello, quello del triforio, presenta arcate ribassate che inquadrano una galleria di archetti trilobati; infine si apre il cleristorio, costituito dalle quadrifore realizzate nel 1370 in sostituzione delle precedenti trifore: ne resta una superstite nella prima campata nord.
Nel fronte interno delle navate laterali, fra un'arcata e l'altra, è proposto un rivestimento di esili colonnine, contornanti i pilastri, atte a reggere mensoloni per supportare le mai realizzate tribune. Creano, tuttavia, un notevole effetto di chiaro-scuri.

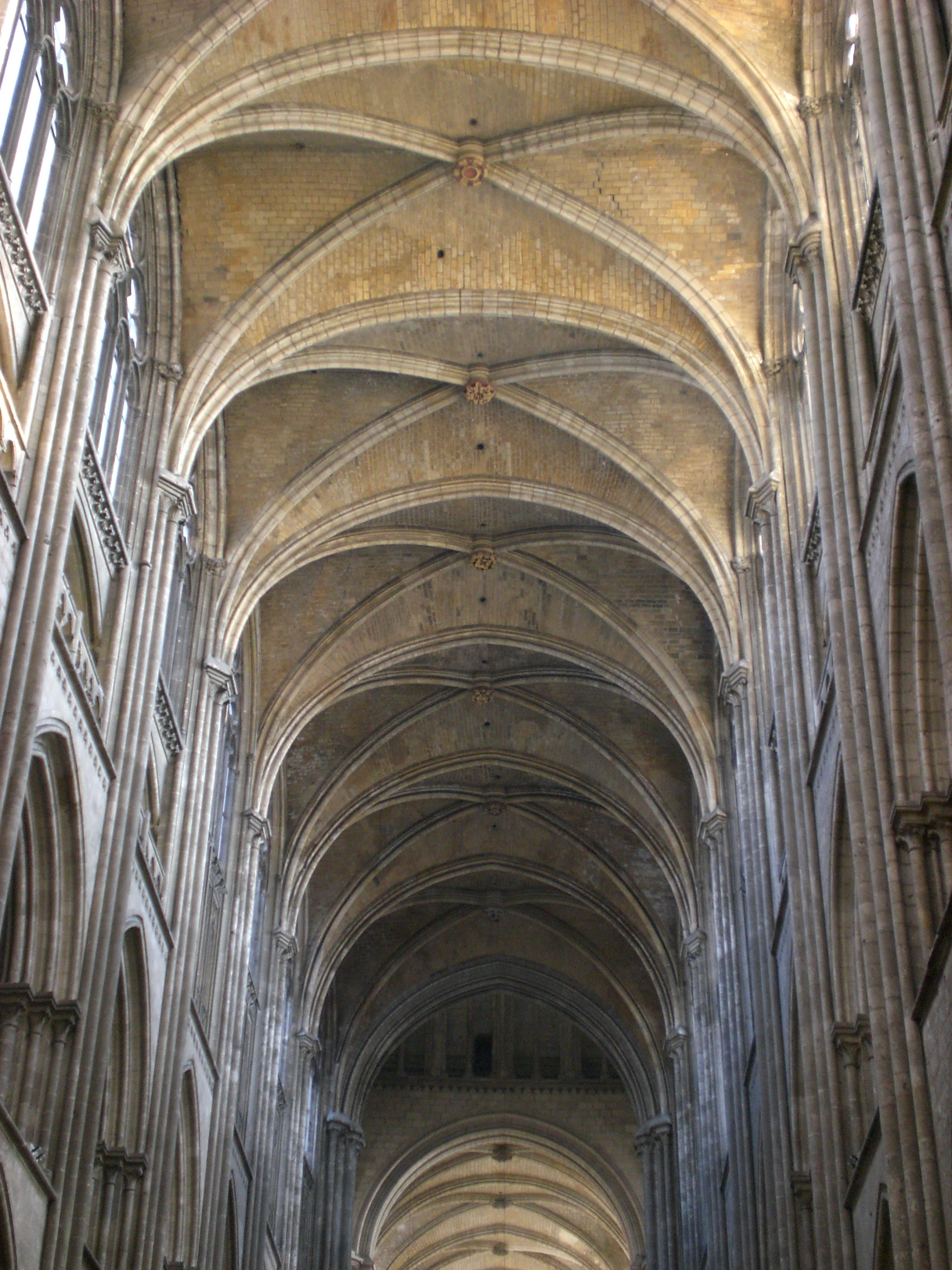
Le volte a crociera
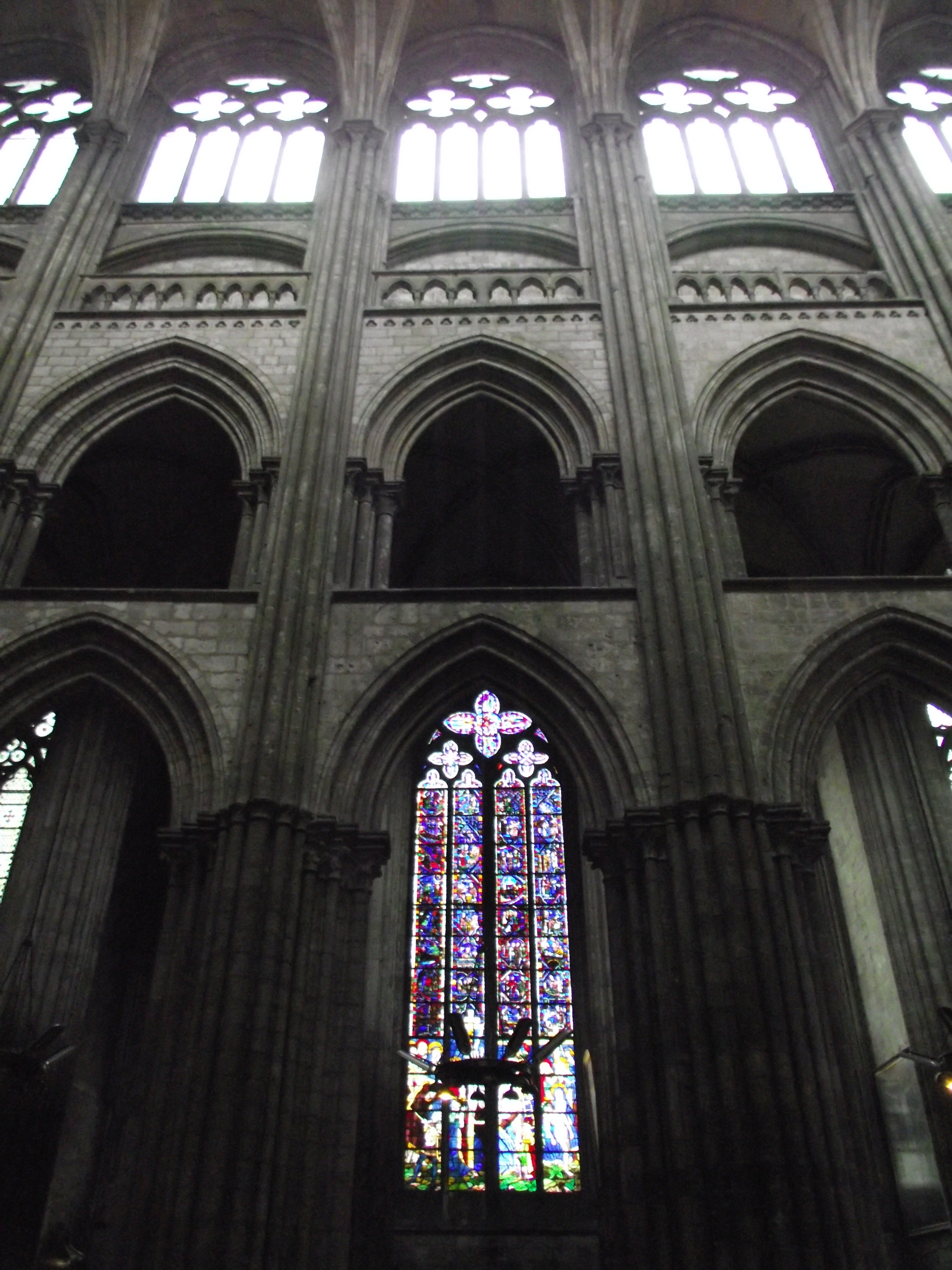
L'alzato a quattro livelli.
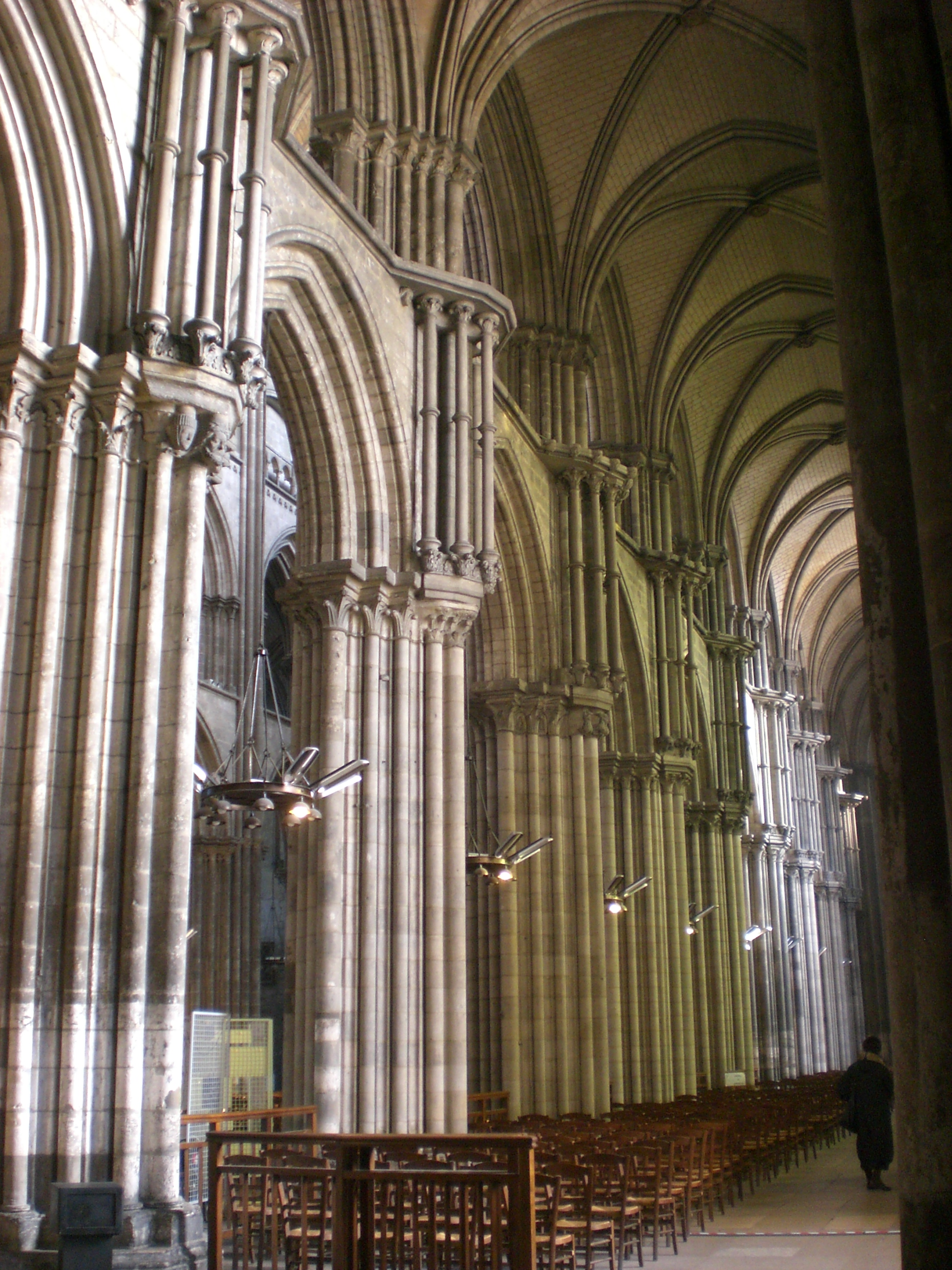
Veduta della navata laterale.

#### Transetto

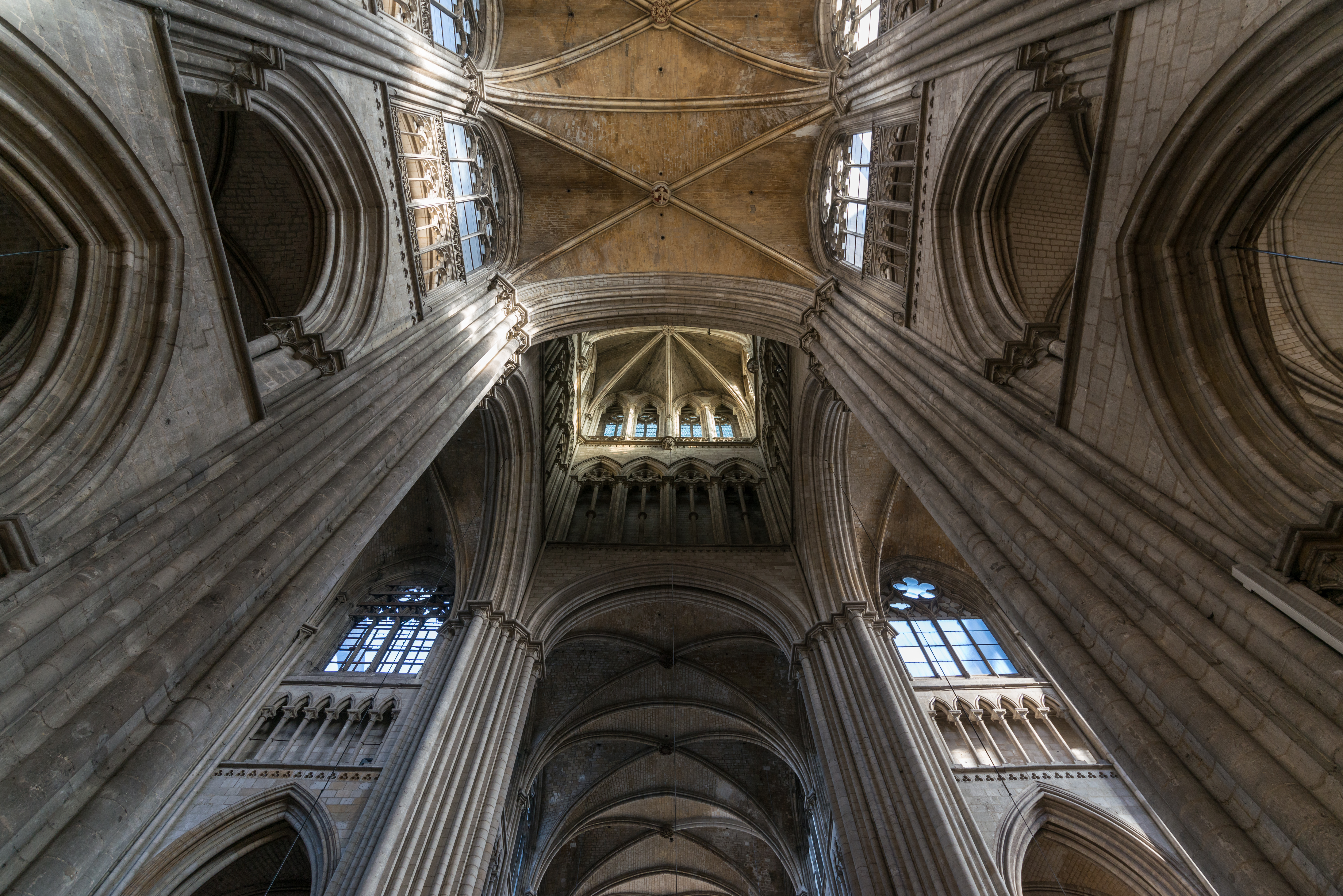
Veduta del transetto col tiburio.

I bracci del transetto sono anch'essi divisi in tre navate voltate a crociera. Corre tutt'intorno alla base delle navate laterali uno zoccolo costituito da un banco continuo in pietra sormontato da una serie di arcature ogivali cieche su esili colonne. Le finestre hanno conservato la loro forma originale duecentesca.
Nella zona est di ciascun braccio si apre una cappella: quella del braccio nord, dedicata a san Romano, è abbellita da vetrate, di epoca rinascimentale, mentre la cappella a sud, dedicata a santa Giovanna d'Arco, ospita vetrate di epoca moderna.
- Tiburio. All'incrocio con la navata centrale si innalza fino a 50 metri[15] il tiburio, ricavato sotto la Tour Lanterne (Torre nolare) e cominciato all'inizio del XIII secolo. Si sviluppa su due piani ornati rispettivamente da una galleria cieca di alte bifore traforate, quello inferiore, e da finestroni geminati quello superiore. Chiude il tutto una volta a crociera ottopartita da possenti costoloni.
- Braccio Nord. Il braccio sinistro del transetto, dà sul Portale dei Librai. Il grande rosone, opera della fine del '300 di Guillaume Nouel[16] è il solo dei tre rosoni della cattedrale ad aver conservato le sue vetrate dopo la seconda guerra mondiale. Restaurate e rimontate nel 1939 raffigurano Cristo, al centro, contornato dagli Apostoli, dai Simboli degli Evangelisti, da Vescovi, Re e Martiri[16]. Nel braccio nord si conserva una superba scala in pietra detta Escalier des Libraires, per il fatto che collegava direttamente la cattedrale alla "Librairie", biblioteca capitolare in francese antico. Le prime due rampe vennero costruite in un superbo stile gotico-fiammeggiante nel 1479 da Guillaume Pontifs; mentre le due seguenti vennero aggiunte nel 1788, rispettandone lo stile, per accedere al nuovo piano degli archivi.
- Braccio Sud. Il braccio destro del transetto dà sul Portale della Calenda e conserva due belle vetrate rinascimentali del XVI secolo, che raccontano Scene della Vita di San Romano, fra cui il celebre Episodio della Gargouille.

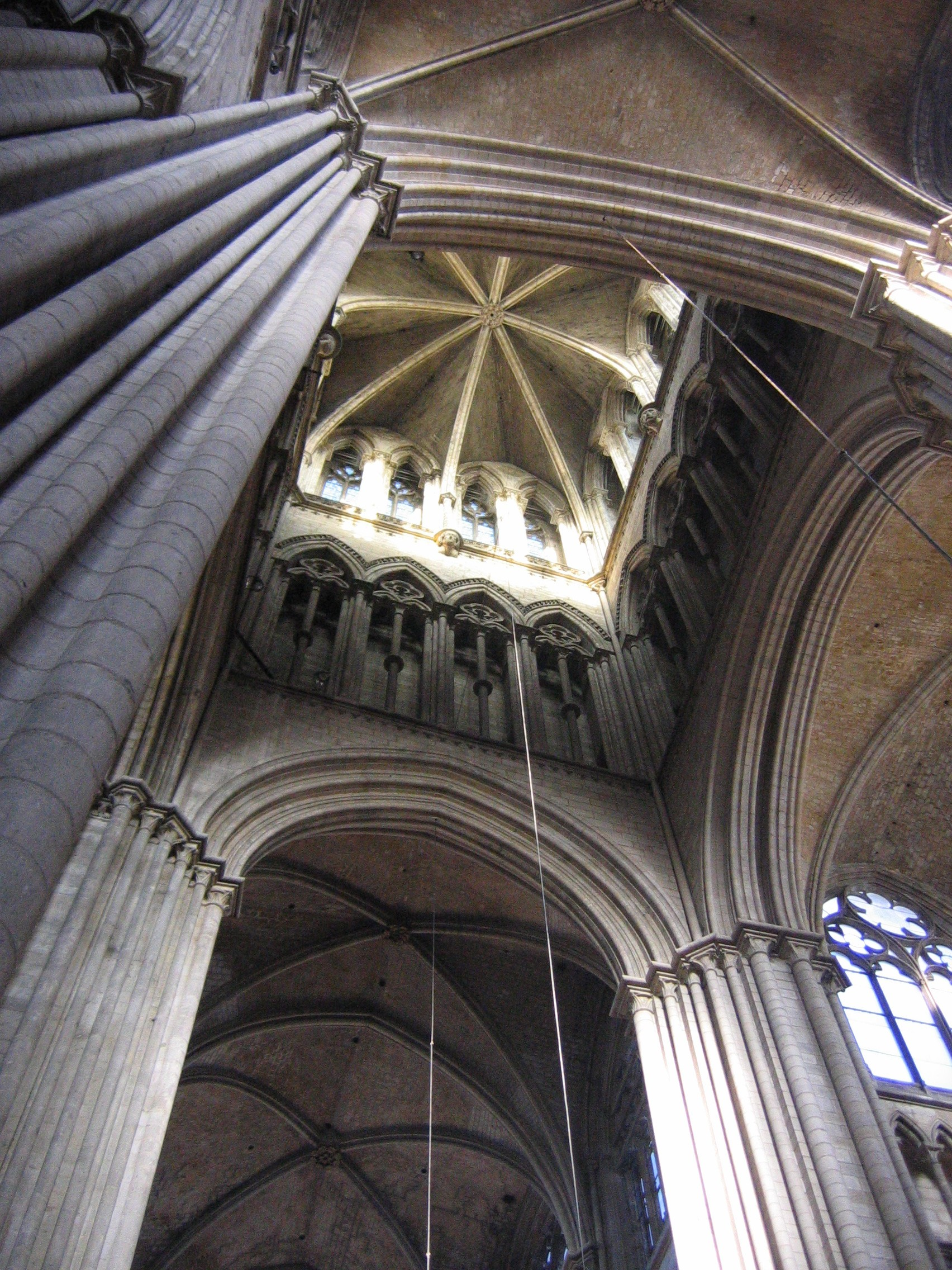
Il tiburio, XIII secolo.
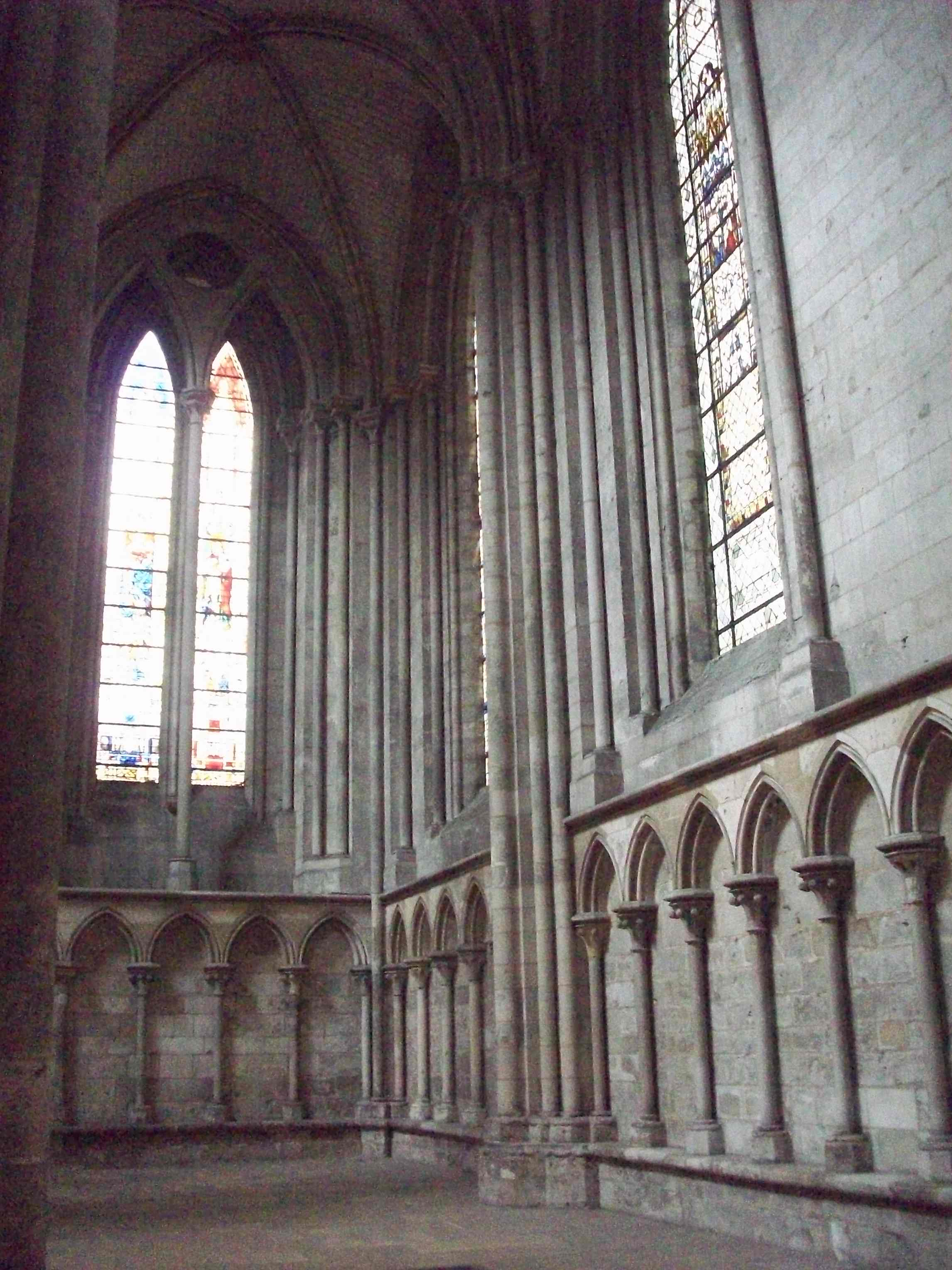
Particolare del transetto.
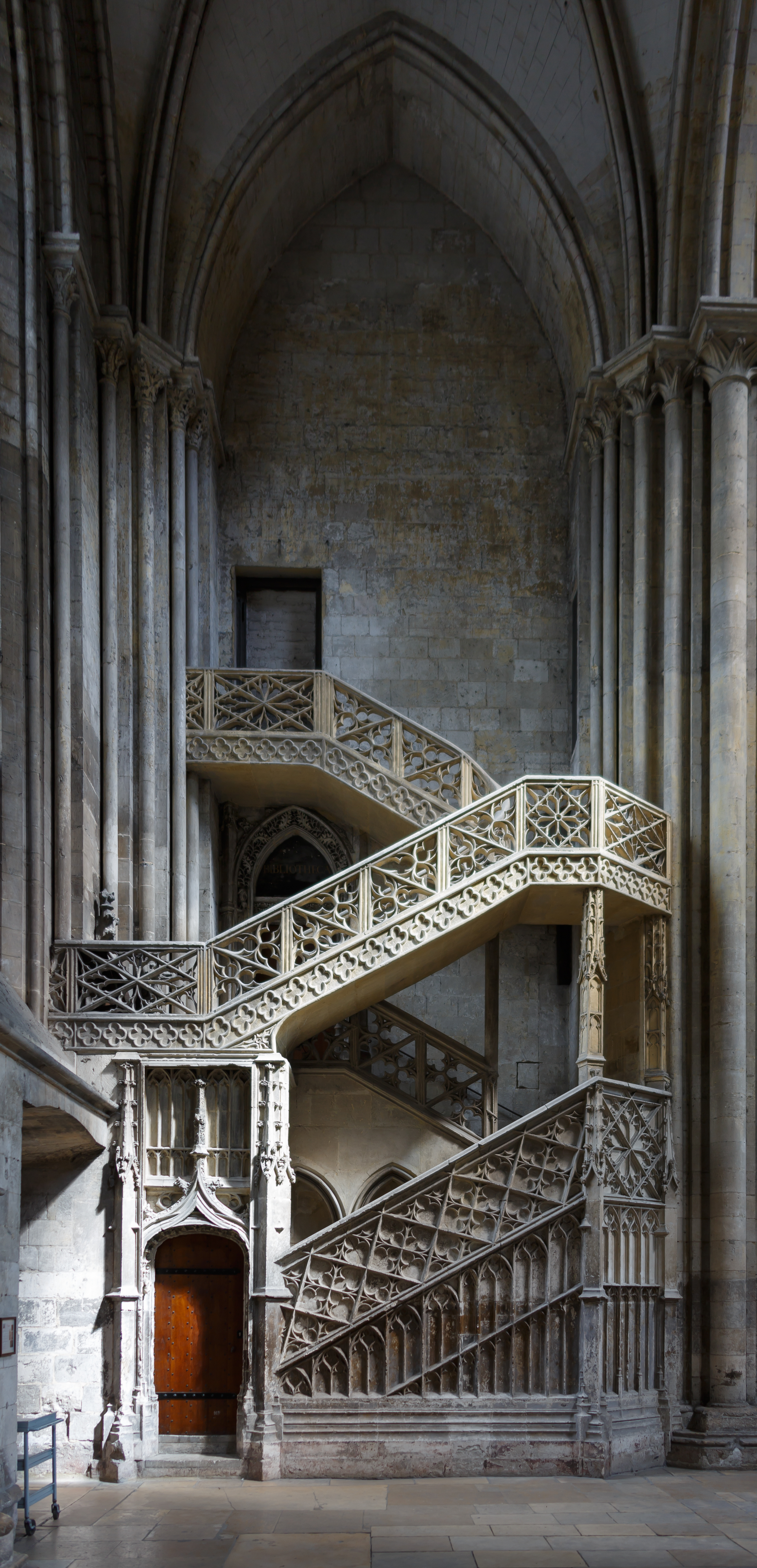
La Scala della Libreria, 1479.
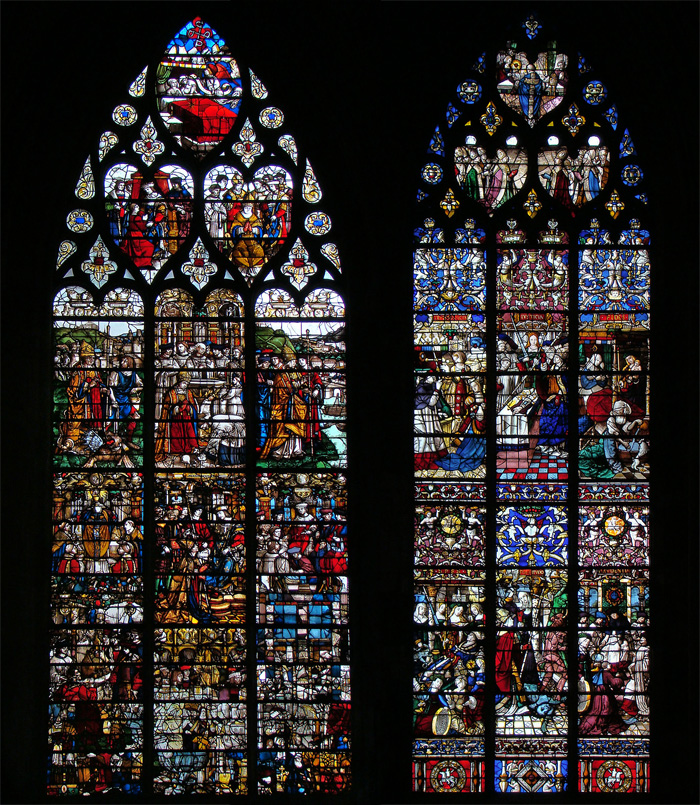
Vetrate del transetto sud, XVI secolo.

#### Coro

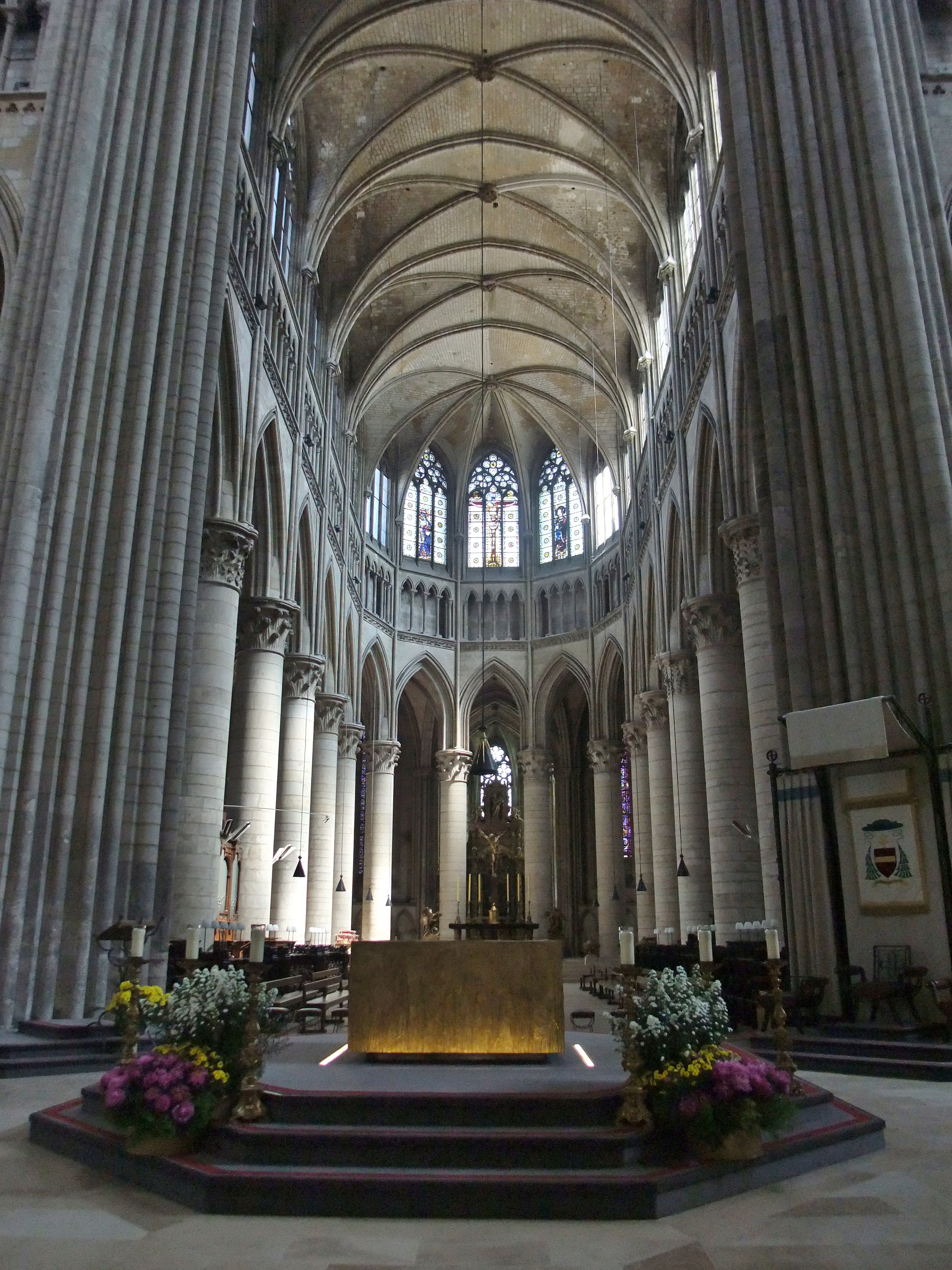
Il coro

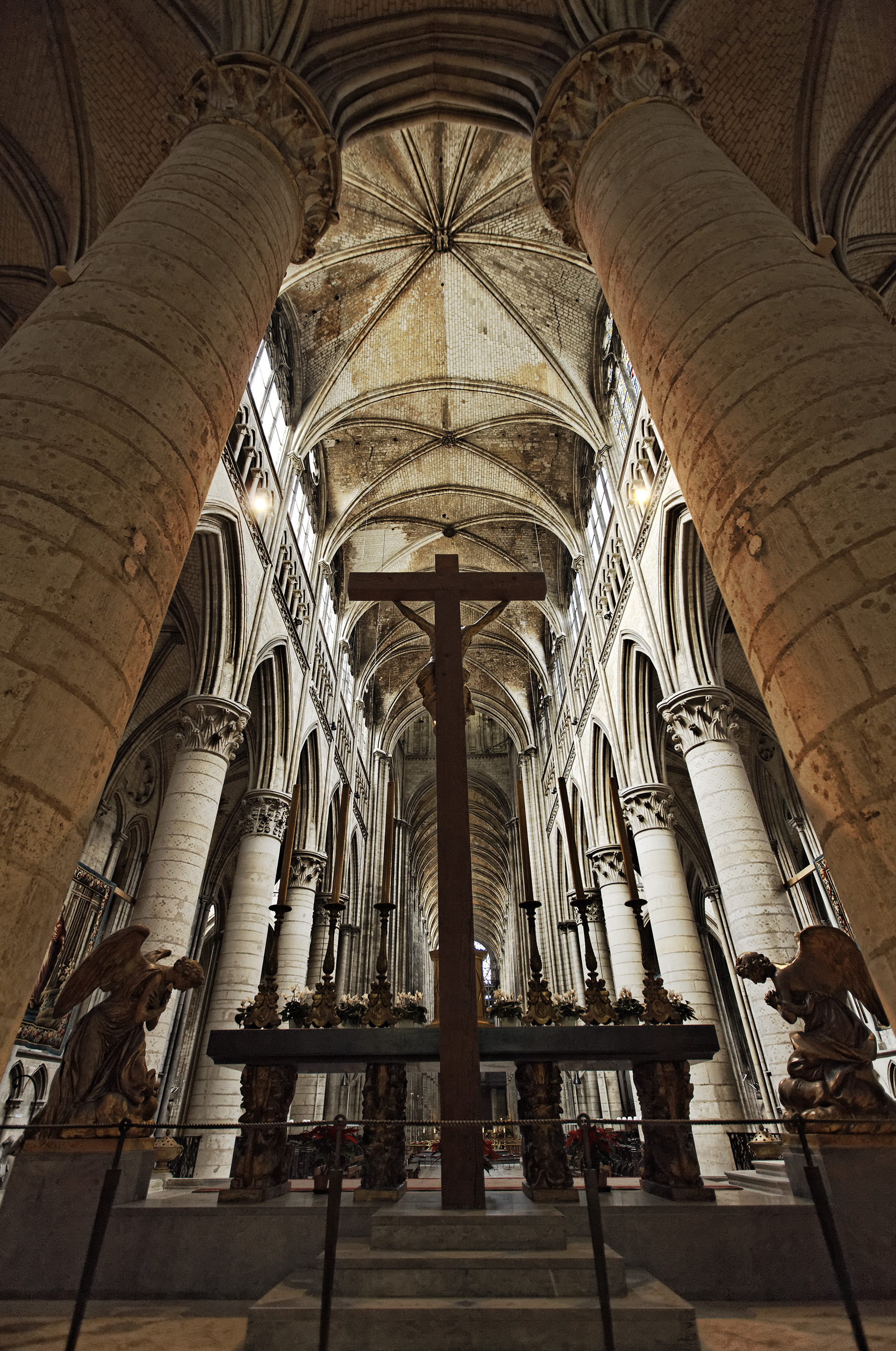
Veduta con l'altar maggiore.

Il coro, leggermente disassato verso nord, venne innalzato a partire dagli inizi del XIII secolo. Conta cinque campate e un'abside semicircolare composta da cinque spicchi. A differenza della navata centrale, il coro si alza su tre livelli, senza i matronei. Le arcate, ogivali, si presentano più strette e acute e i pilastri a fascio sono sostituiti da colonne dai capitelli a fogliami e ornati con teste. Al di sopra corre il triforio composto da una galleria cieca di arcatelle ogivali su agili colonnine, poggiante su un cornicione ornato di trilobi. Il cleristorio è aperto da grandi finestroni rifatti nel 1430 di sapore gotico-fiammeggiante.
Uno jubé medievale chiudeva il coro a livello della crociera. Nel 1772 venne sostituito da uno barocco, realizzato su progetto dell'architetto Mathieu Le Carpentier. Si componeva di un portico ionico sostenuto da sei colonne in marmo bianco che inquadrava anche due altari; era sormontato da un gruppo in piombo dorato di Cristo fra la Madonna e San Giovanni. Anche questo tramezzo scomparve, smontato nel 1884; se ne conserva qualche elemento.
L'altar maggiore, posto nell'abside, è stato ricomposto con elementi provenienti da diversi altari cittadini. Infatti l'altar maggiore, realizzato nel 1890 da Sauvageot, a sua volta in sostituzione di quello settecentesco di Cartault, andò distrutto dai bombardamenti del 1944. L'altare odierno si compone di una tavola in serpentino verde della Valle d'Aosta poggiante sui simboli dei quattro evangelisti in piombo dorato, scolpiti nel 1955 da André Bizette-Lindet e sormontato dal grande crocifisso in piombo dorato di Clodion. I due angeli in bronzo dorato vennero eseguiti da Philippe Caffieri nel 1766 per la chiesa di Chartreux. Ai piedi dei gradini è un'iscrizione che indica il luogo di sepoltura del cuore di Carlo V di Francia.
Davanti all'altar maggiore si trovano gli stalli lignei del coro dotati di misericordie scolpite illustranti Scene della Bibbia e soggetti profani. Vennero commissionati dall'arcivescovo d'Estouteville nel 1441 quando ordinò la realizzazione di 96 scranni. I lavori durarono dal 1457 al 1471 sotto la direzione di Philippot Viard (1457-1468), poi di Pierre Rémond (1468-1471) con aiuti di maestranze fiamminghe e francesi. Con la Rivoluzione francese scomparvero tutti i dossali con baldacchini e il trono episcopale venne bruciato. Gli stalli vennero in seguito restaurati dallo scultore Deschamps. Ma la Tempesta Lothar del 1999 colpì una delle guglie minori in rame della torre nolare, e il suo crollo bucò le volte del coro distruggendo otto seggi. Oggi, con gli stalli conservati dentro il Palazzo Arcivescovile, ne restano in tutto 66.

#### Deambulatorio

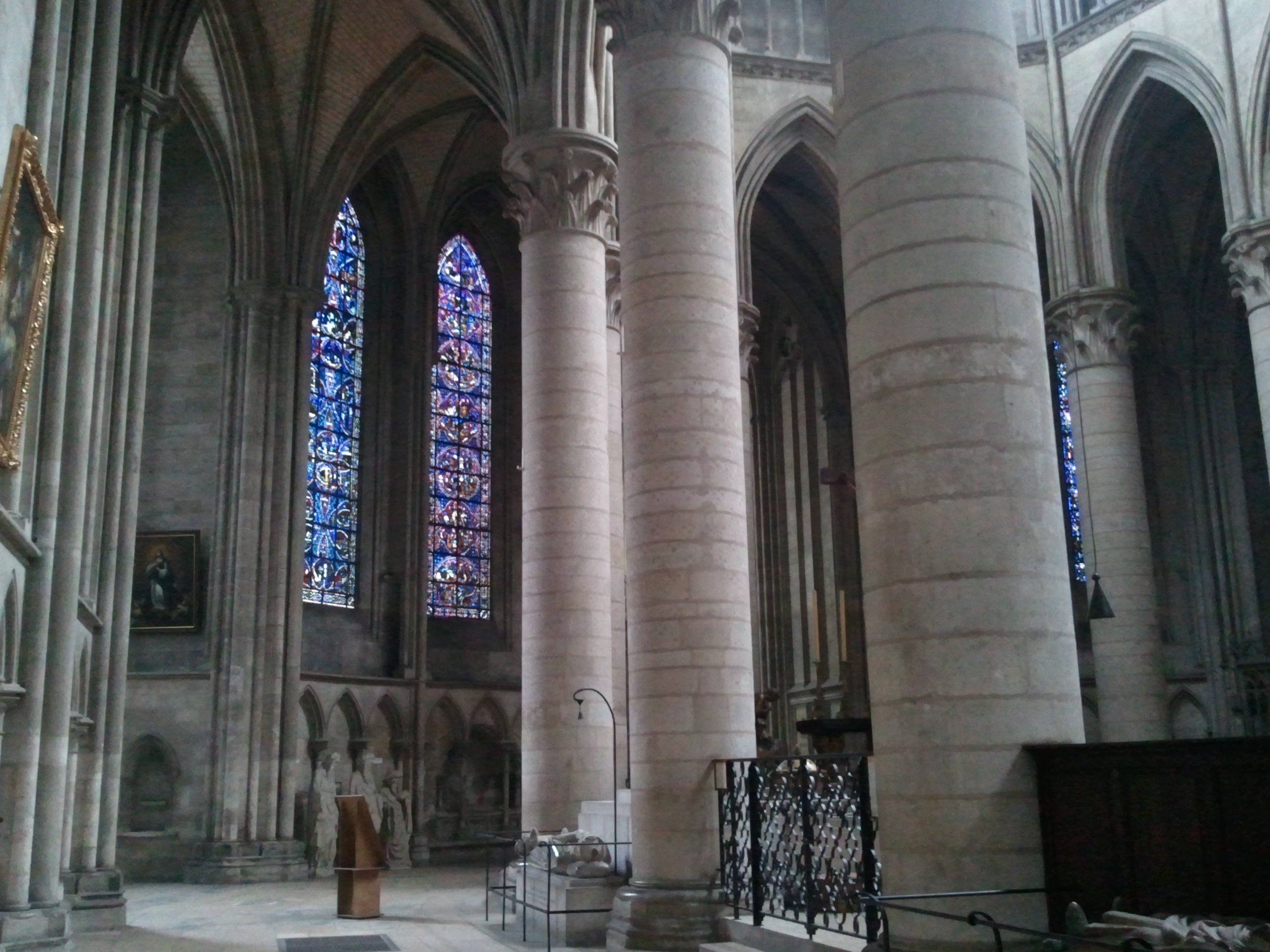
Il deambulatorio con le vetrate duecentesche.

Intorno al coro si trova il deambulatorio che, come il transetto, presenta l'alto zoccolo di arcature cieche, di fronte alle quali sono poste alcune delle statue originali della facciata. Lungo il deambulatorio sono conservate, alle finestre, belle vetrate duecentesche. Facendo il giro da sud a nord si aprono tre cappelle radiali, separate da una grande finestra: Cappella dei Santi Andrea e Bartolomeo, chiusa da una bella parasta gotico-fiammeggiante in pietra traforata, leggermente incurvata, opera del 1479 eseguita da Guillaume Pontifs per volere dell'arcidiacono Philippe de La Rose; la Cappella della Vergine e la Cappella dei Santi Pietro e Paolo.
Nel deambulatorio trovano ancora posto le tombe di quattro duchi di Normandia, con belle statue giacenti marmoree:
- Tomba di Rollone (morto nel 932), primo duca di Normandia; l'effigie scolpita sostituisce quella andata distrutta nel 1944.
- Tomba di Guglielmo Lungaspada (morto nel 942), figlio di Rollone; la scultura risale al XIV secolo.
- Tomba di Enrico il Giovane (morto nel 1183); la scultura risale al XIII secolo.
- Tomba di Riccardo Cuor di Leone (morto nel 1199), re d'Inghilterra; sotto l'effigie è conservato solo il cuore del sovrano.

Il deambulatorio accoglie anche la tomba dell'arcivescovo Hugues d'Amiens; l'effigie del vescovo giacente, risalente al XII secolo, è la più antica di questo genere in Francia.

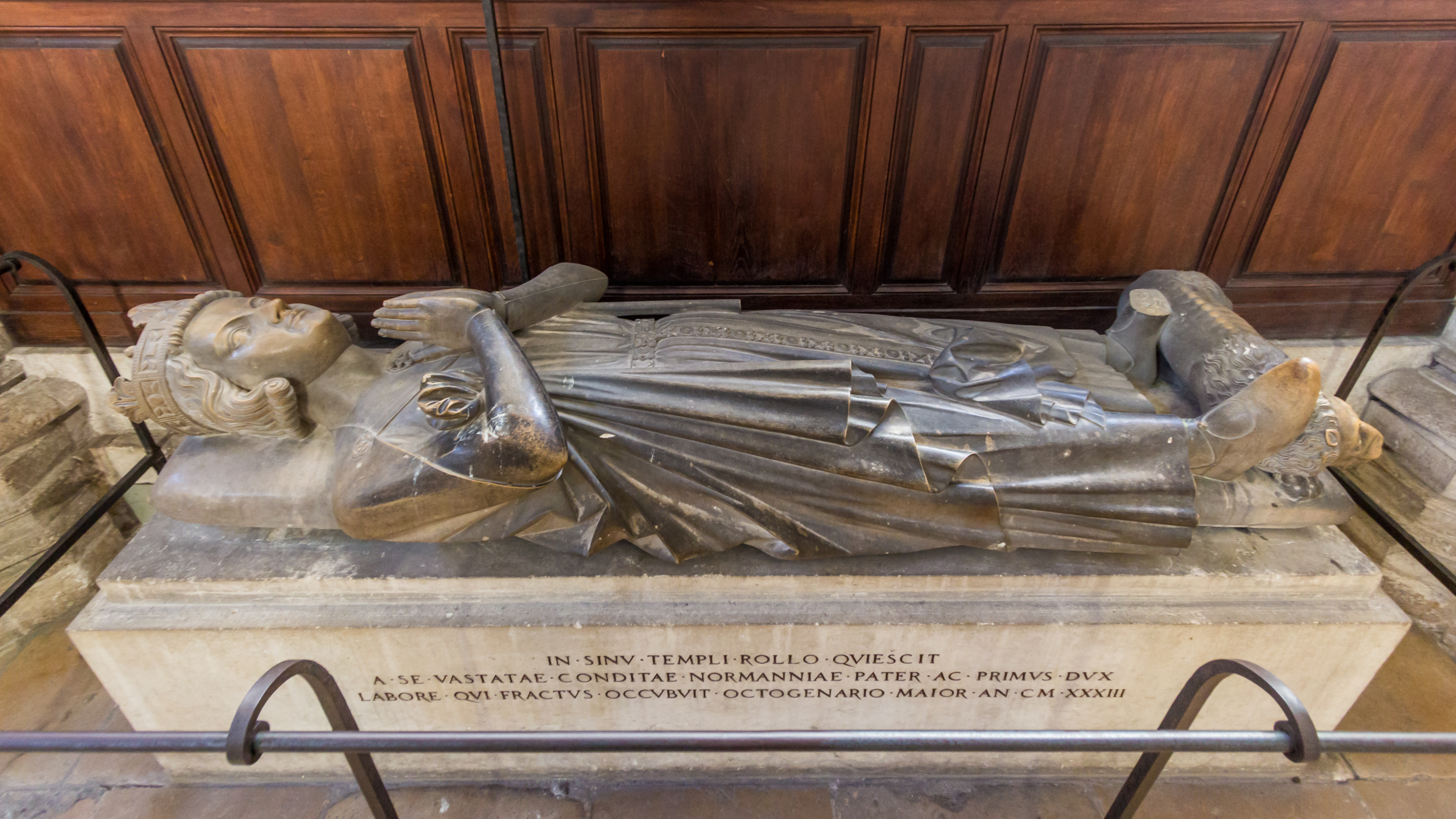
Tomba di Rollone
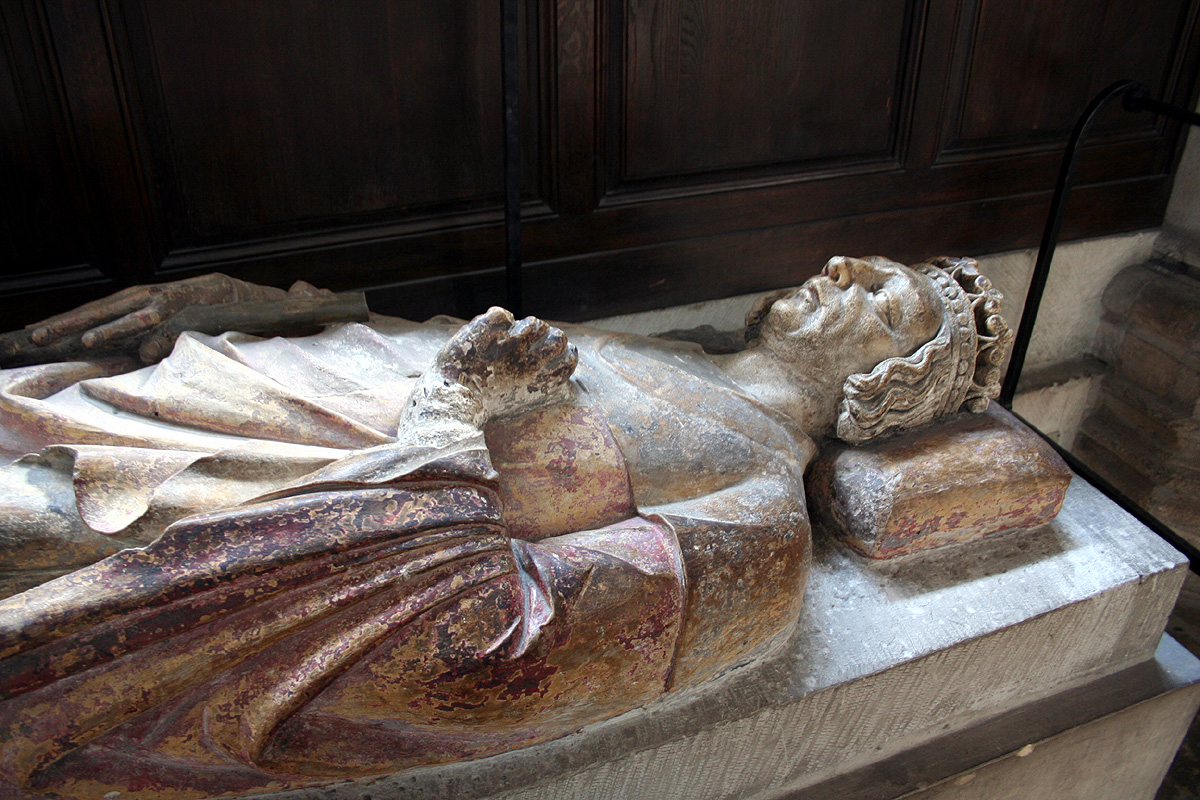
Tomba di Guglielmo I di Normandia
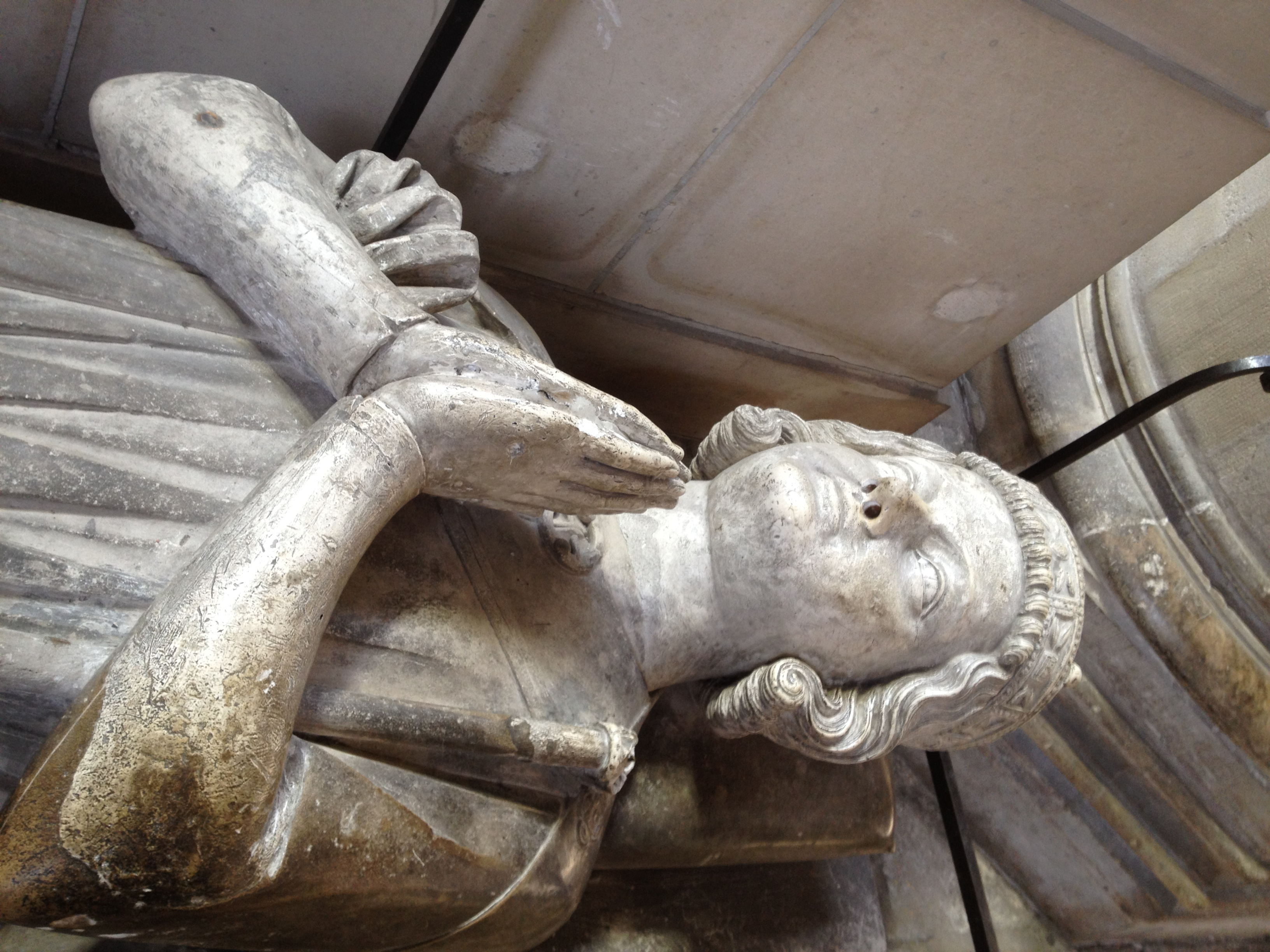
Effigie di Enrico il Giovane.
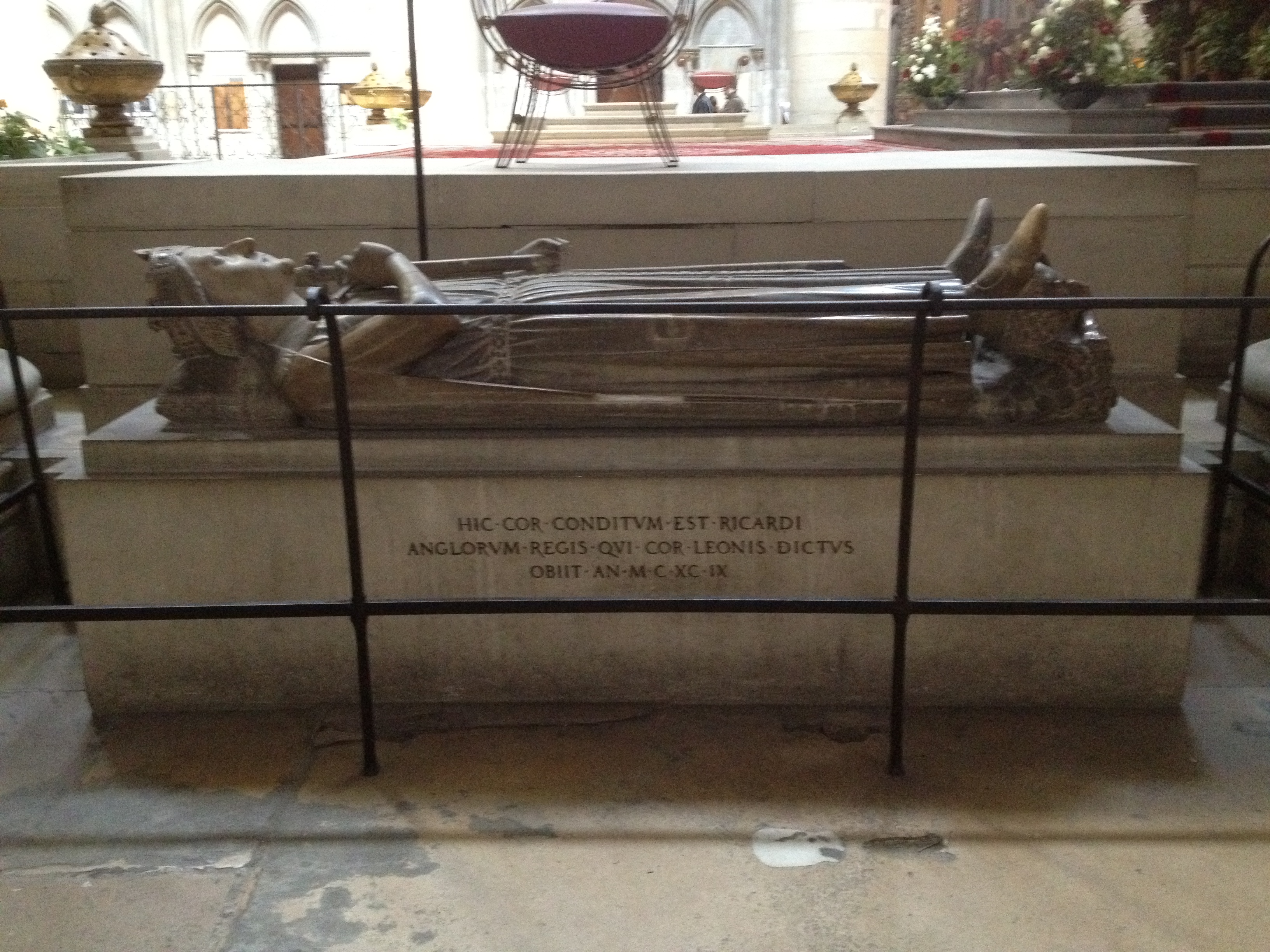
Effigie di Riccardo Cuor di Leone
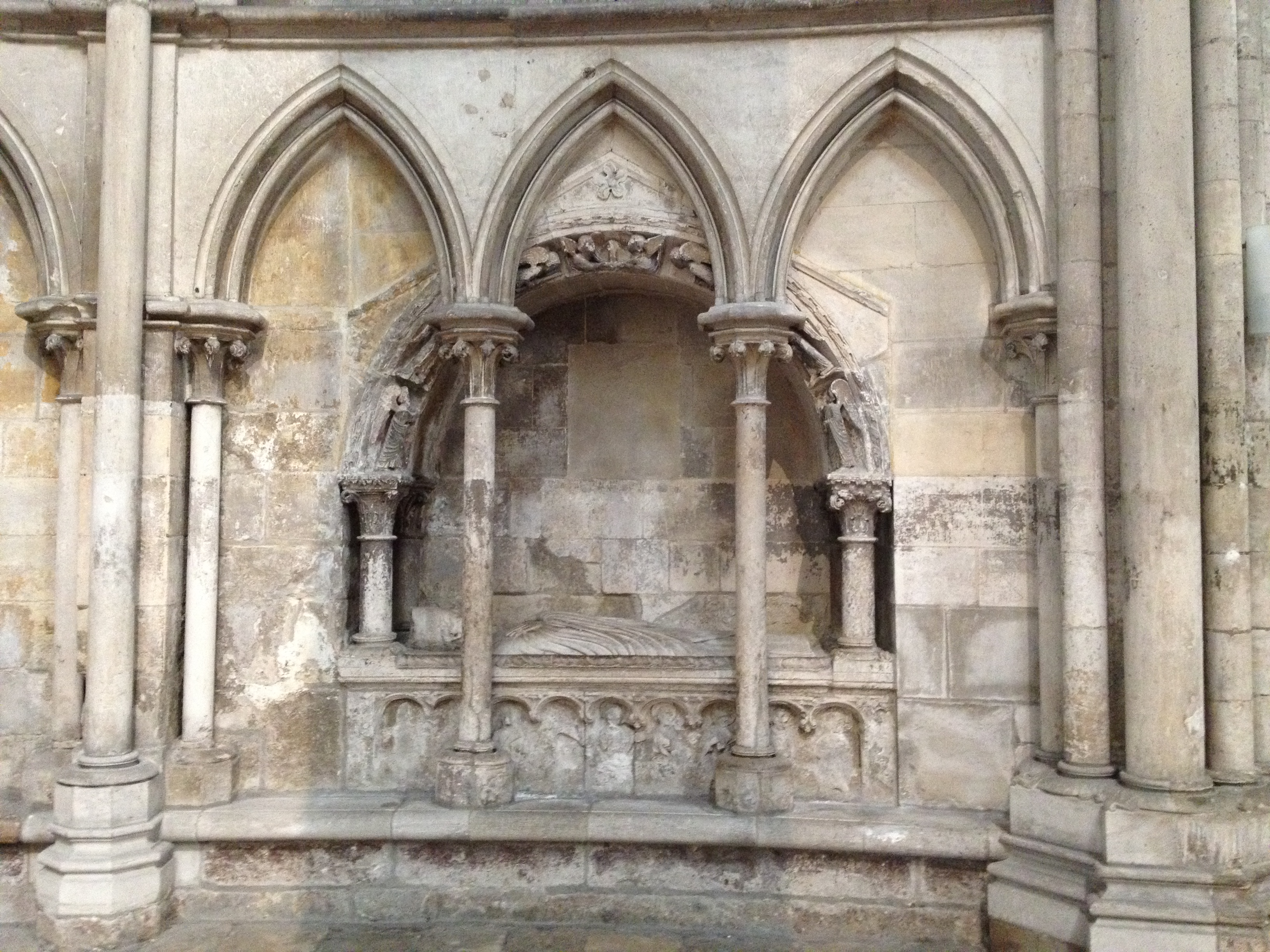
Tomba di Hugues d'Amiens

##### Cappella della Vergine

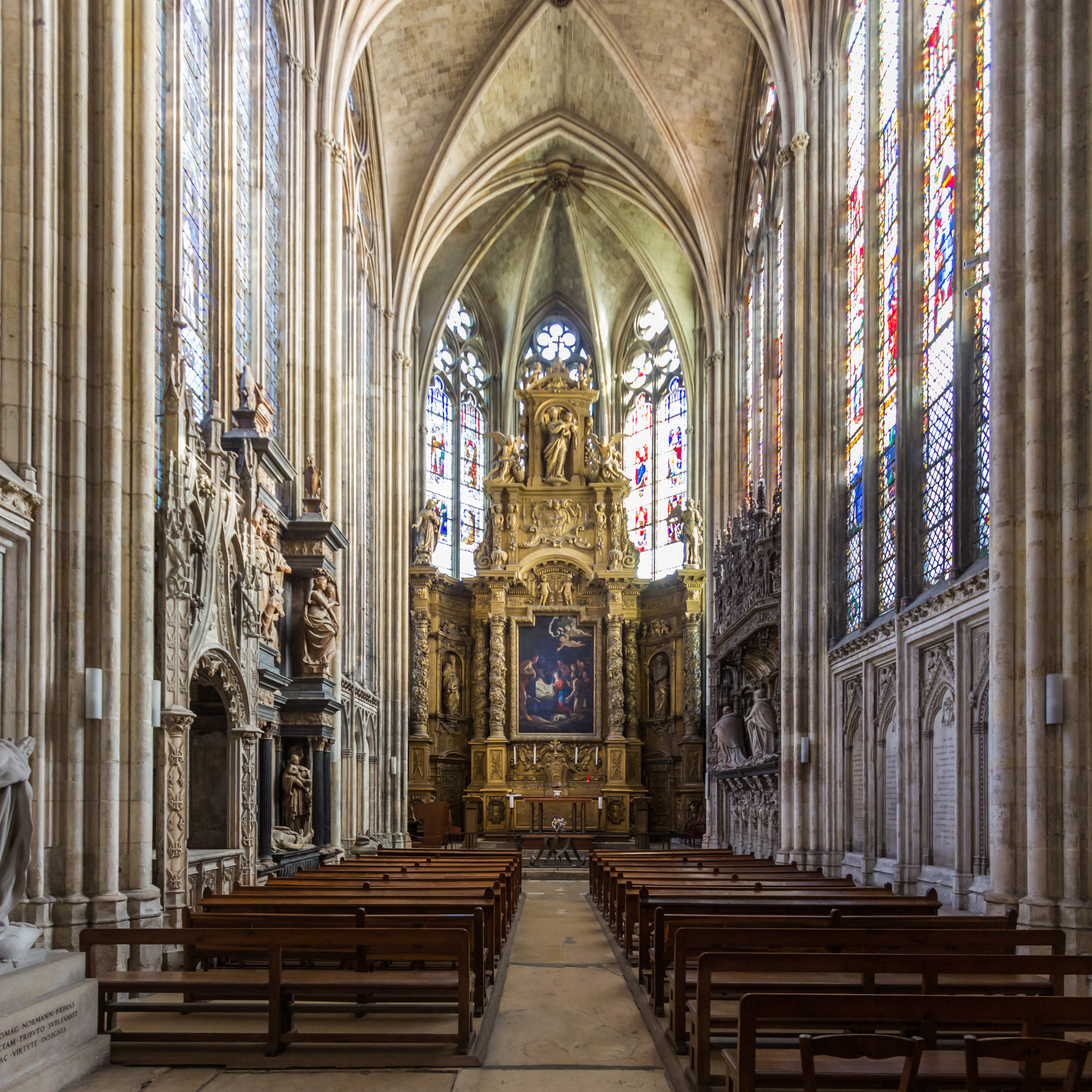
Chapelle de la Vierge

La Chapelle de la Vierge, dedicata alla patrona della cattedrale, è la maggiore delle tre cappelle radiali che si aprono nel deambulatorio. Questa sorge lungo l'asse centrale della chiesa, aprendosi dietro l'altra maggiore. Venne edificata in stile gotico fiorito da Jean Davy fra il 1305 e il 1311, per volere dell'arcivescovo Guillaume de Flavacourt. Si sviluppa su tre campate e termina in un'abside pentapartita. Tutte le pareti sono aperte da grandi polifore su cui sono poste vetrate istoriate del XIV e XV secolo. Quelle dell'abside raffiguravano la Natività e l'Incoronazione della Vergine, ma furono disperse nel XIX secolo; le attuali provengono dalla chiesa cittadina di San Vincenzo, andata distrutta nei bombardamenti del 1944. Le altre vetrate raffigurano Santi e Vescovi di Rouen.
Il sontuoso altare ligneo barocco venne scolpito tra il 1643 e il 1645 da Jean Racine e ospita la tela raffigurante L'Adoration des Bergers (L'Adorazione dei pastori), opera del pittore Philippe de Champaigne risalente al 1629.
La cappella ospita anche alcune tombe. Due particolarmente rilevanti, risalenti al XVI secolo, sono poste a sinistra e a destra dell'altare:
- Mausolée des cardinaux d'Amboise. La tomba di destra è dei due cardinali d'Amboise, Georges I e Georges II, rispettivamente zio e nipote, che si succedettero sulla cattedra arcivescovile di Rouen; i due personaggi sono rappresentati, inginocchiati, in due statue marmoree. È un monumento in stile rinascimentale realizzato fra il 1518 e il 1525[15] ad opera di Roulland Le Roux e Pierre des Aubeaux. Rappresenta un capolavoro della scultura dell'inizio del XVI secolo.
- Tombeau des Brézé. Nella parete di sinistra si trova invece il mausoleo dei Brézé, che innalzato tra il XV e il XVI secolo, è in realtà costituito da due tombe affiancate. Nel monumento di sinistra, gotico-fiammeggiate del 1488, è il sepolcro di Pierre de Brézé (morto nel 1465), ministro di Carlo VII di Francia, e della moglie Jeanne du Bec-Crespin. A destra s'impone la tomba di Luigi di Brézé, Gran Siniscalco e governatore della Normandia (morto nel 1531), dove l'effigie giacente del defunto è affiancata dalla statua, in posizione orante, di sua moglie Diana di Poitiers. Il monumento, di stile rinascimentale, venne realizzato in alabastro e marmi neri e bianchi fra il 1536 e il 1544, per volere di Diana di Poitiers, è probabilmente attribuibile a Jean Goujon[20].

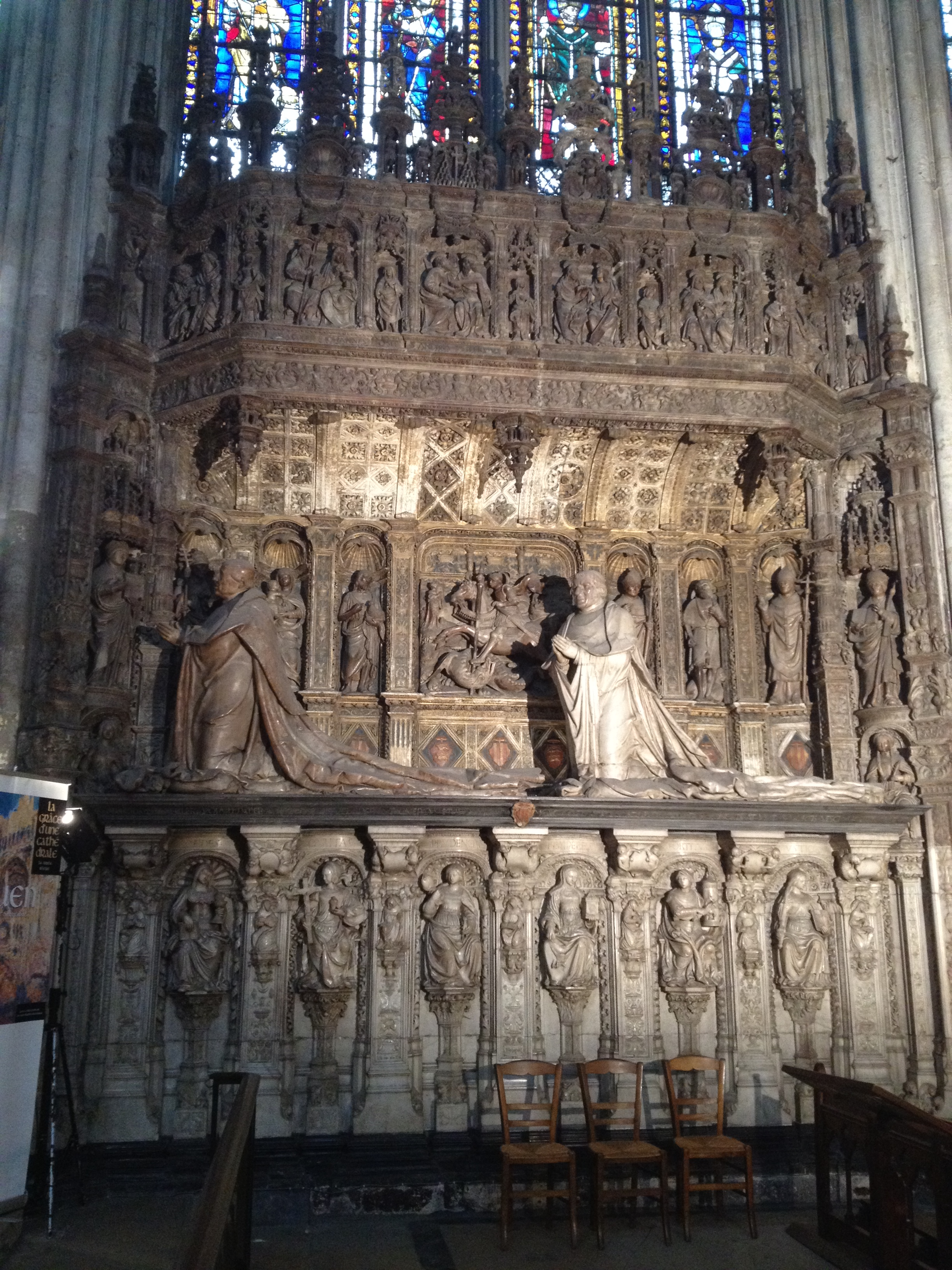
Mausoleo dei Cardinali d'Amboise, 1518-25.
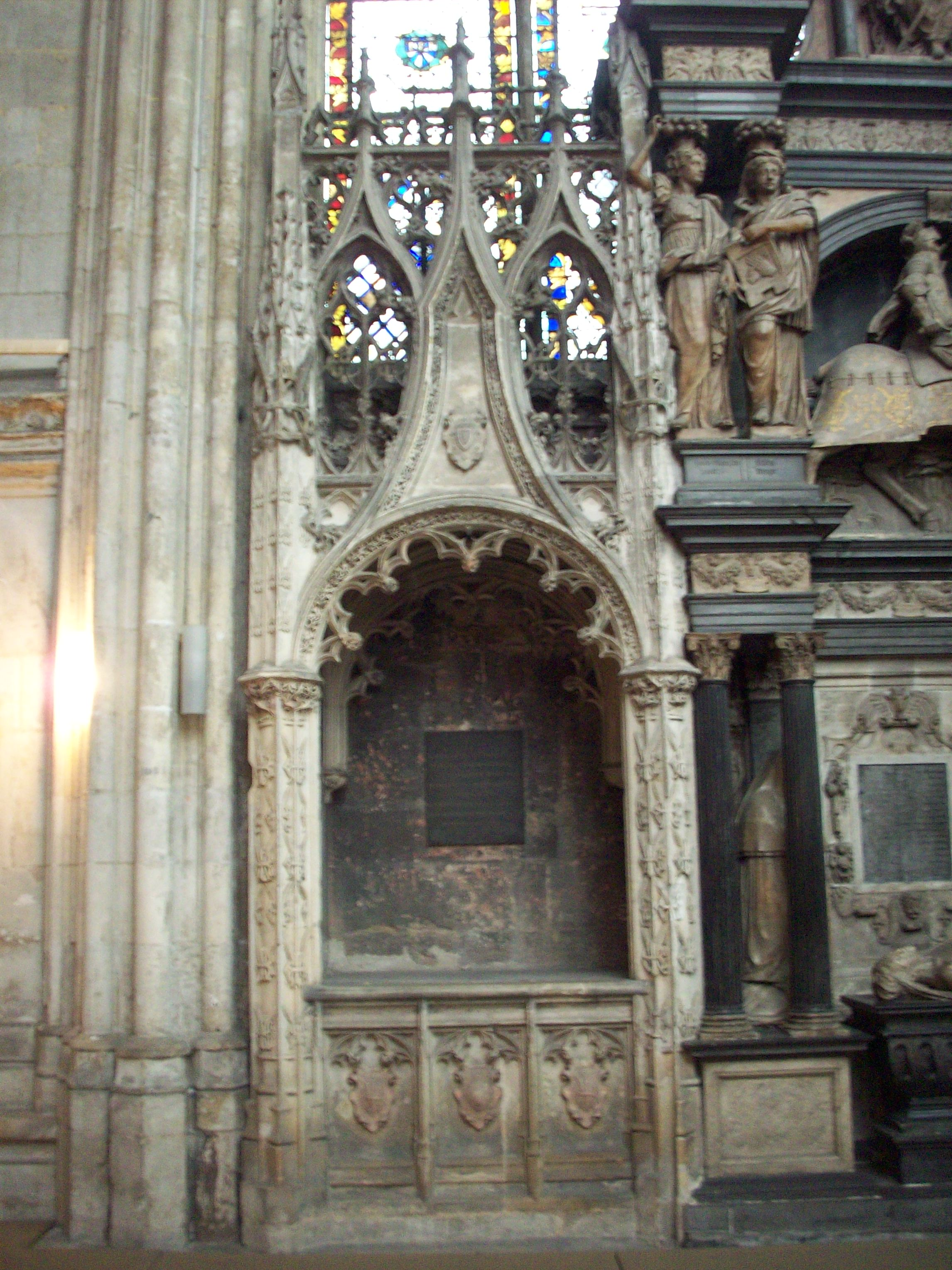
Tomba di Pierre de Brézé, 1488.
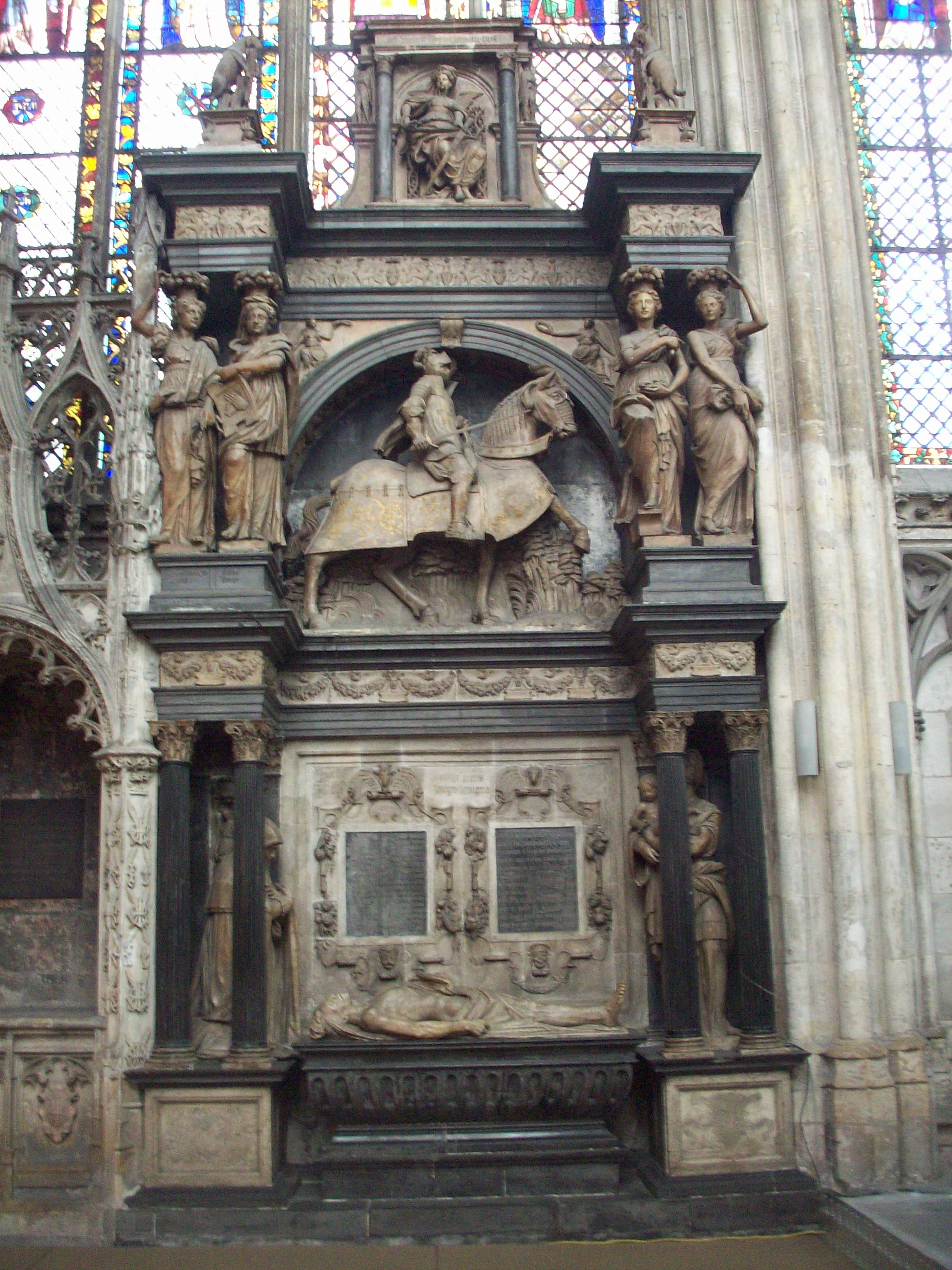
Mausoleo di Luigi di Brézé, 1536-44.

#### Organi a canne

##### Organo maggiore

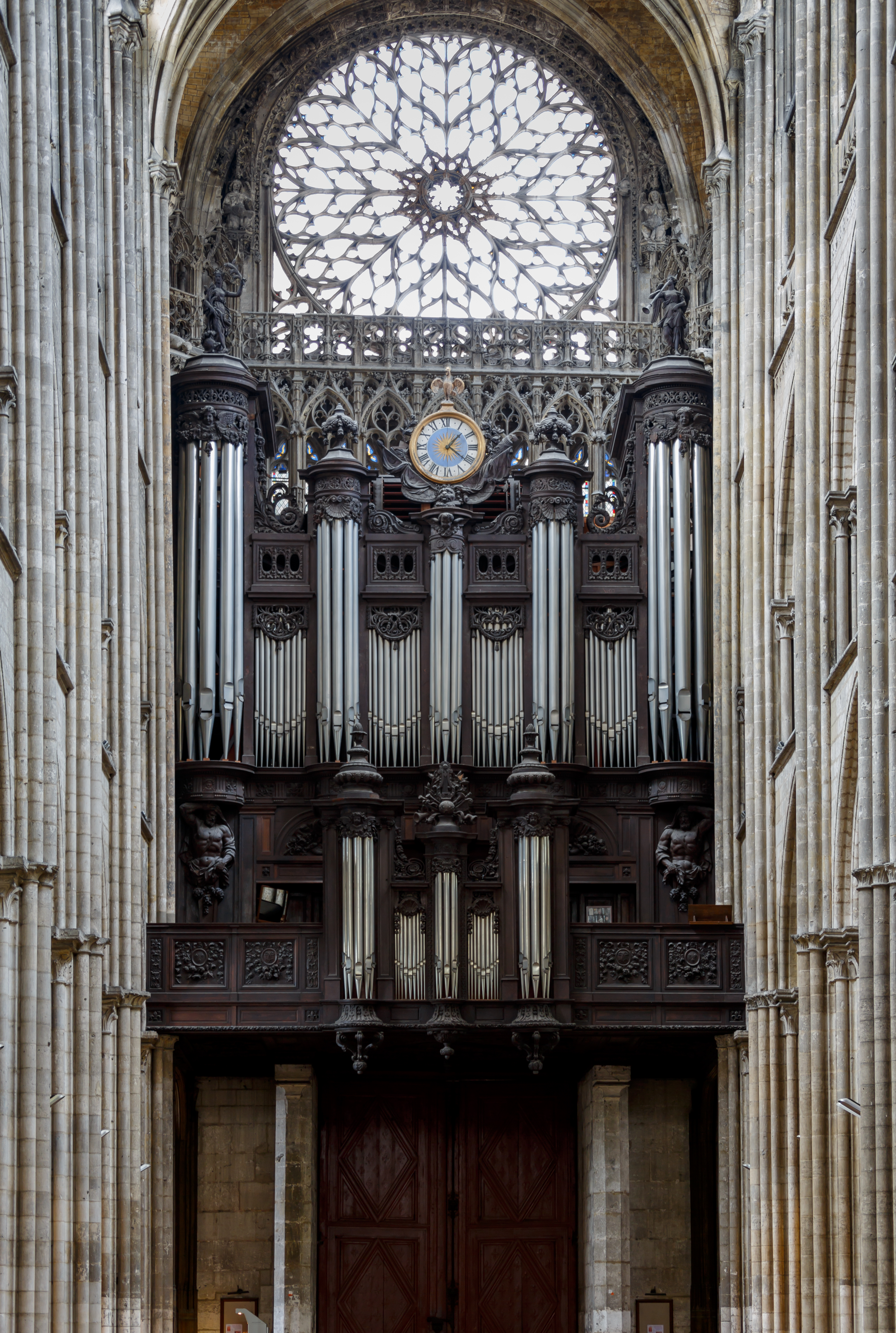
L'Organo maggiore.

L'organo a canne della cattedrale, che ne sostituisce uno del 1683, è stato costruito nel 1956 da Jacquot-Lavergne e inaugurato lo stesso anno da Marcel Dupré. Lo strumento, che riutilizza la cassa di quello precedente, ha quattro tastiere di 61 note ciascuna e una pedaliera di 32. La sua trasmissione è mista.
Nei pressi del presbiterio, si trova un secondo organo a canne, costruito da Aristide Cavaillé-Coll nel 1896 e destinato originariamente all'abitazione di Marcel Dupré. Lo strumento, a trasmissione meccanica, ha due tastiere di 56 note ciascuna e pedaliera di 30 note.

## Notre-Dame de Rouen nella pittura e in letteratura
- La cattedrale di Rouen (o meglio la sua facciata ovest) è il soggetto della famosa serie di dipinti opera del pittore impressionista Claude Monet, che rappresentò la facciata della chiesa in momenti diversi della giornata. Il ciclo della cattedrale conta più di trenta dipinti eseguiti tra il 1892 e il 1894. Ad alcuni di essi si riferiscono le immagini della galleria.

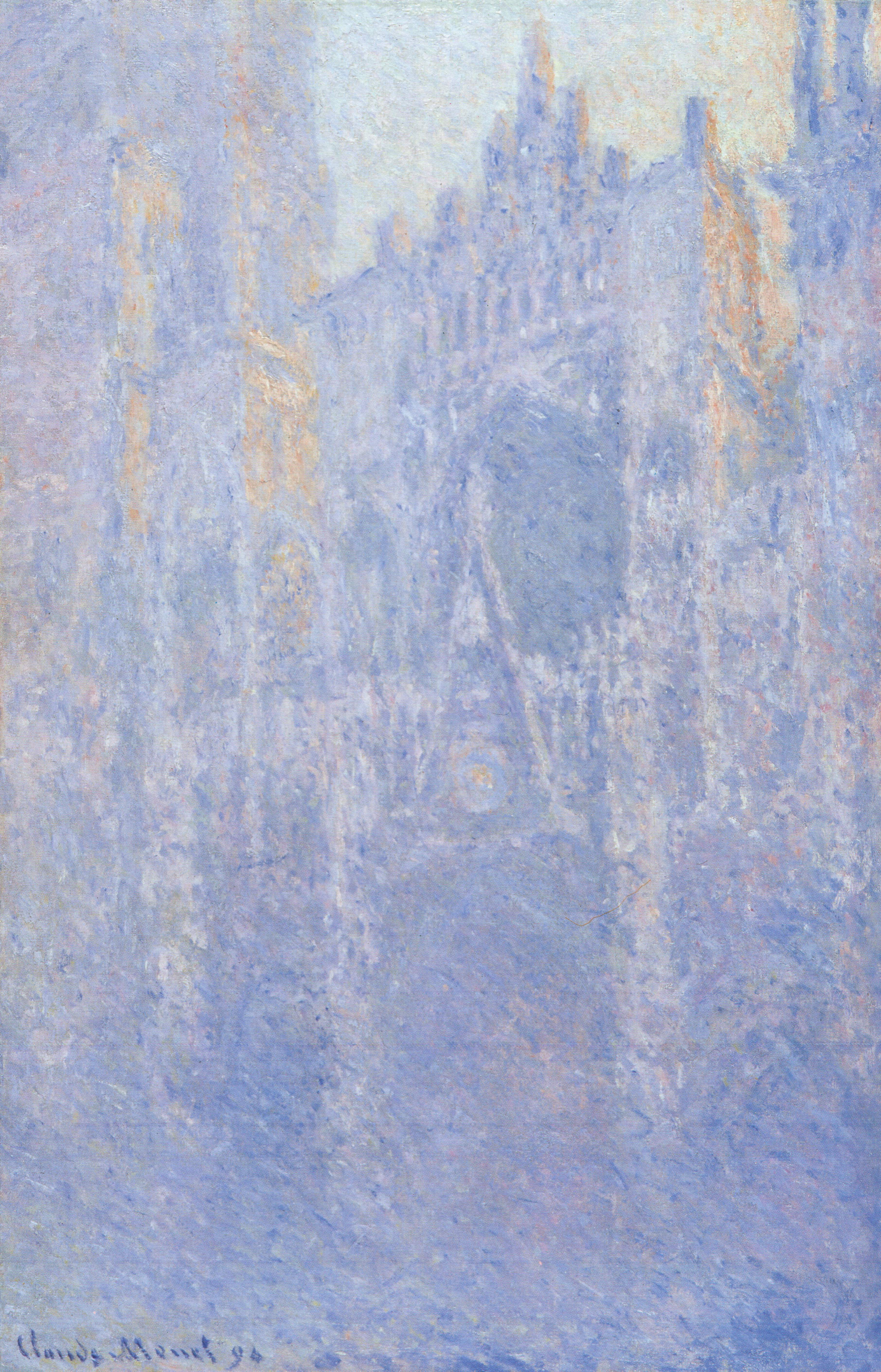
La cattedrale di Rouen, effetti di luce mattutina
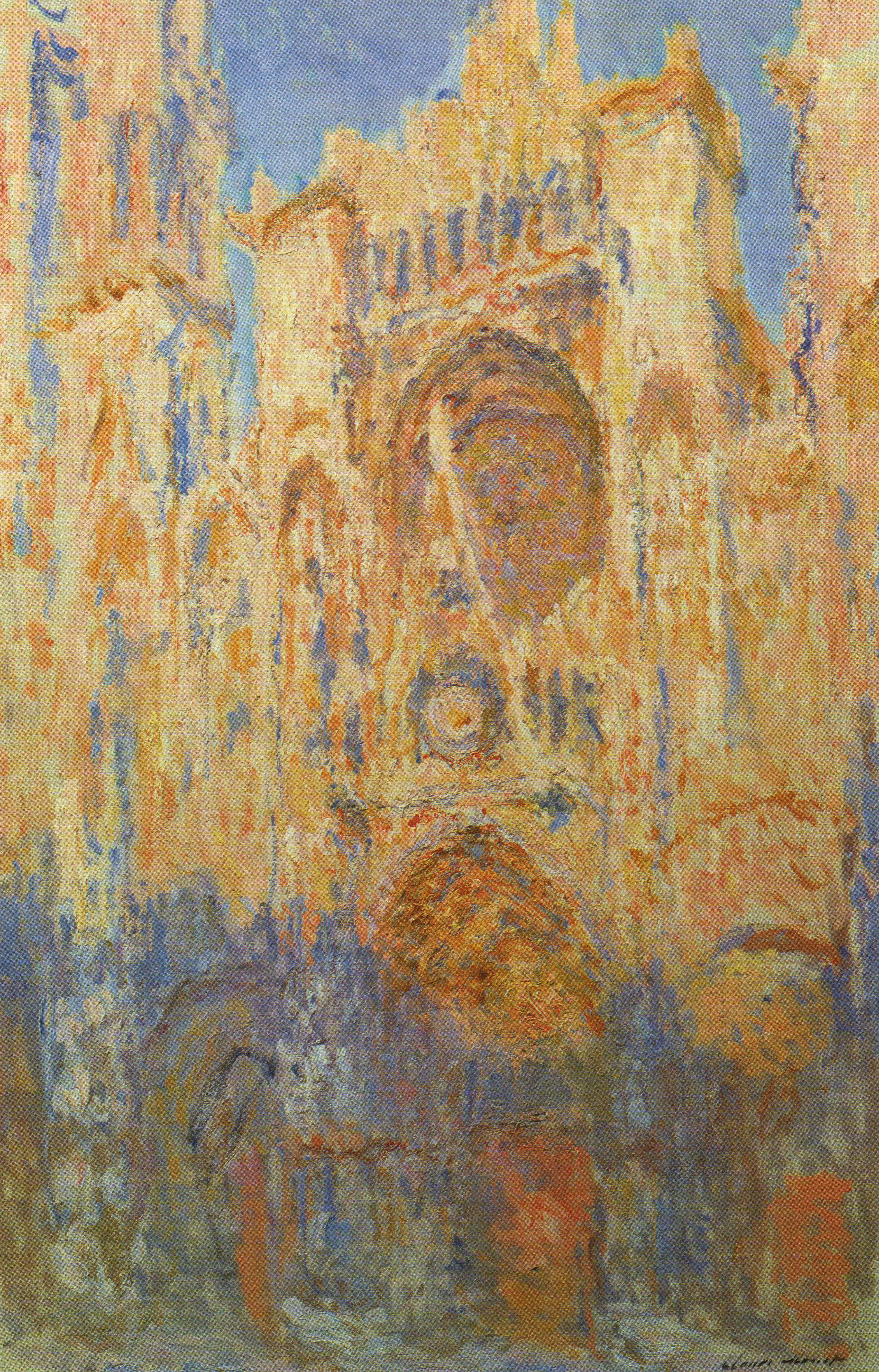
La cattedrale di Rouen, facciata, sole al tramonto
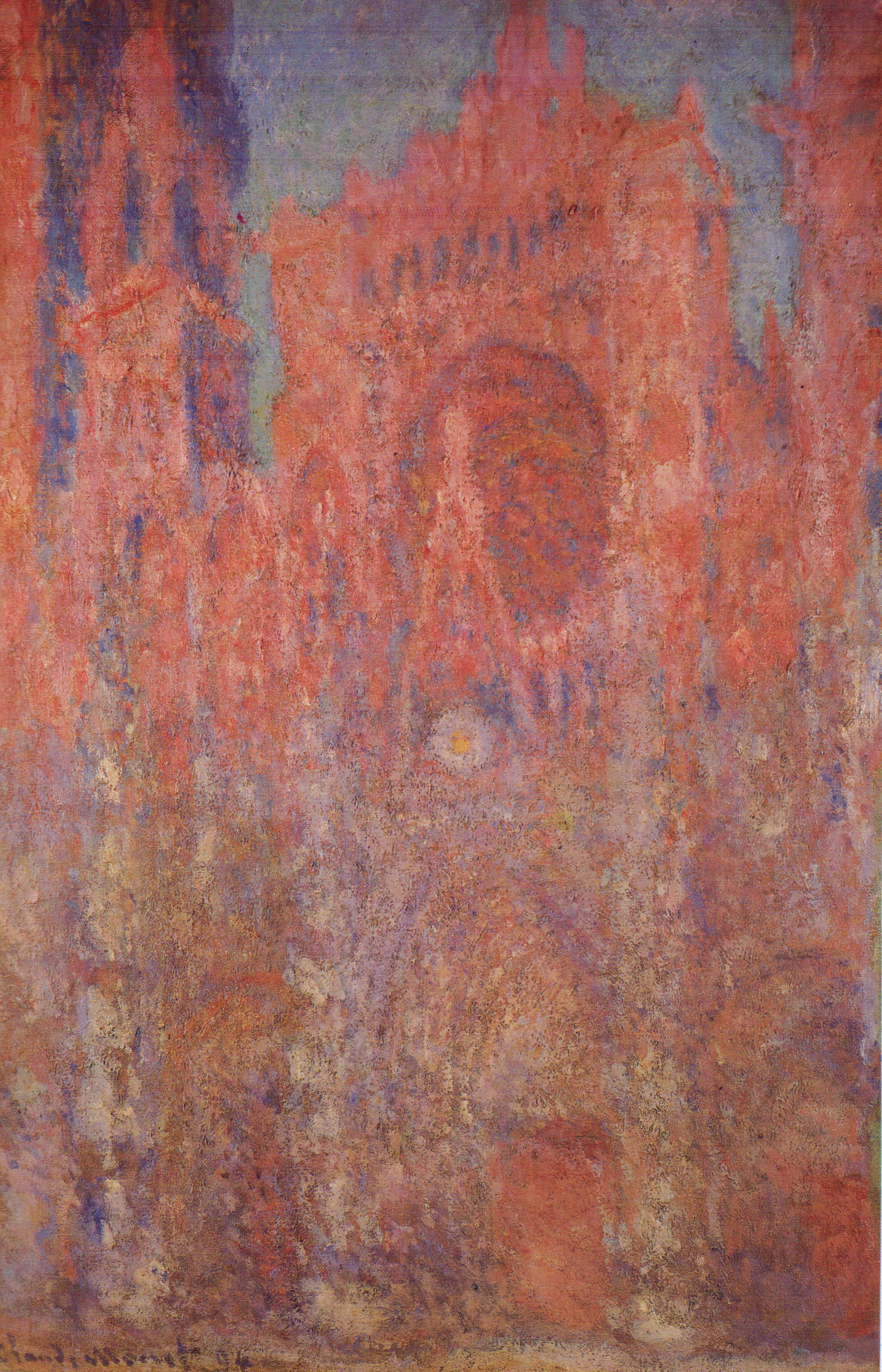
La cattedrale di Rouen. Facciata
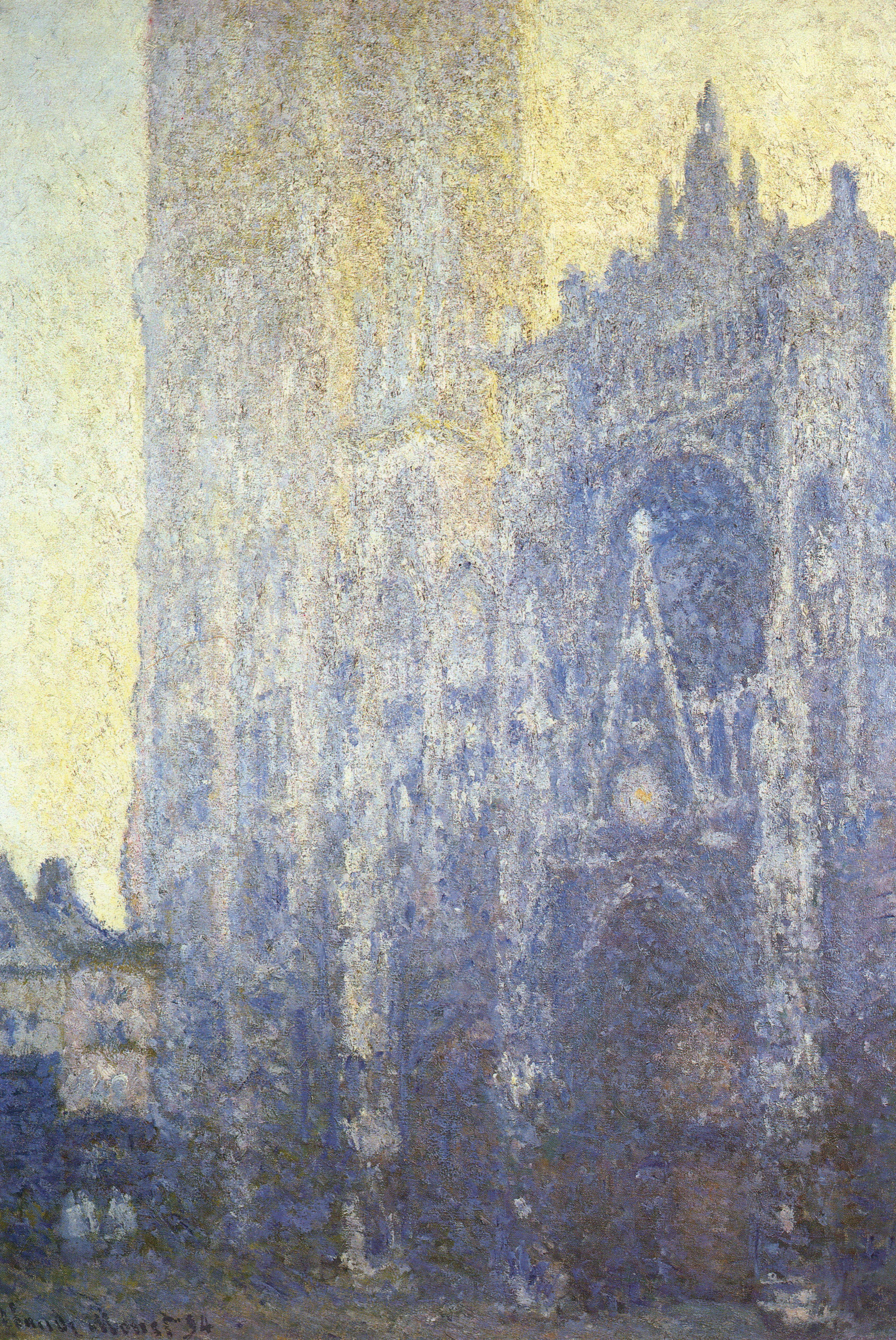
La cattedrale di Rouen. Il portale, effetto di mattina
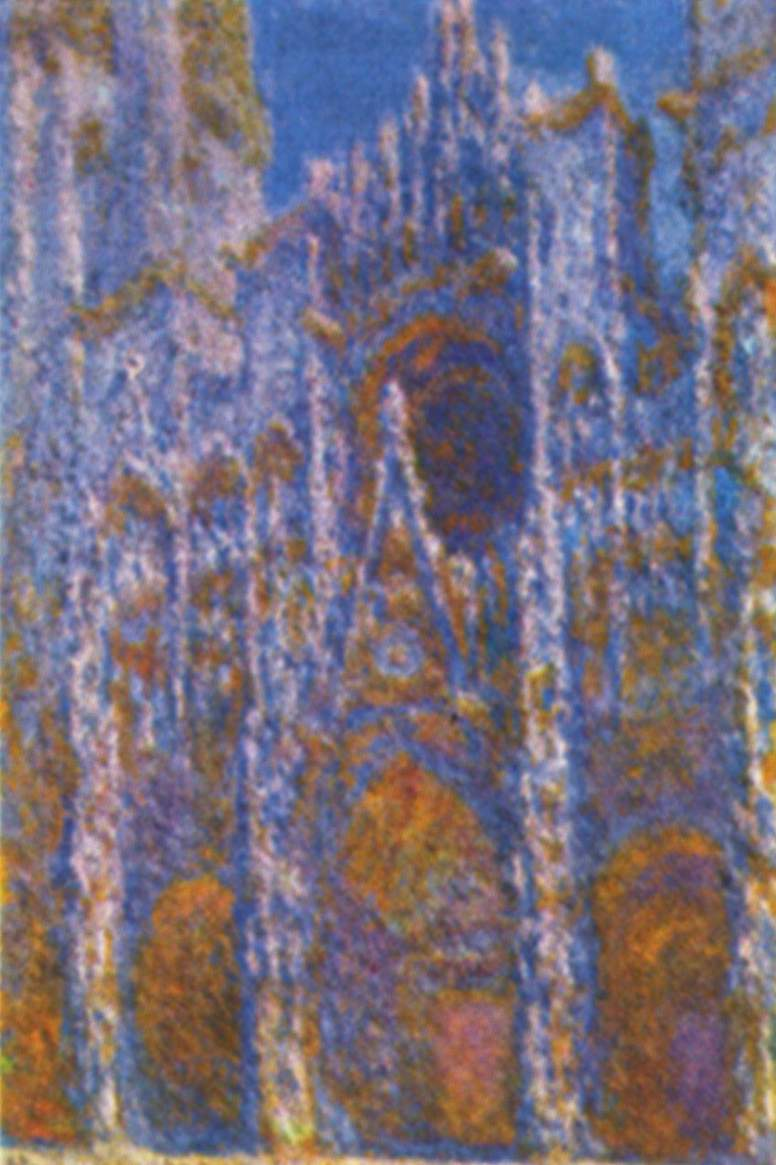
Armonia in blu
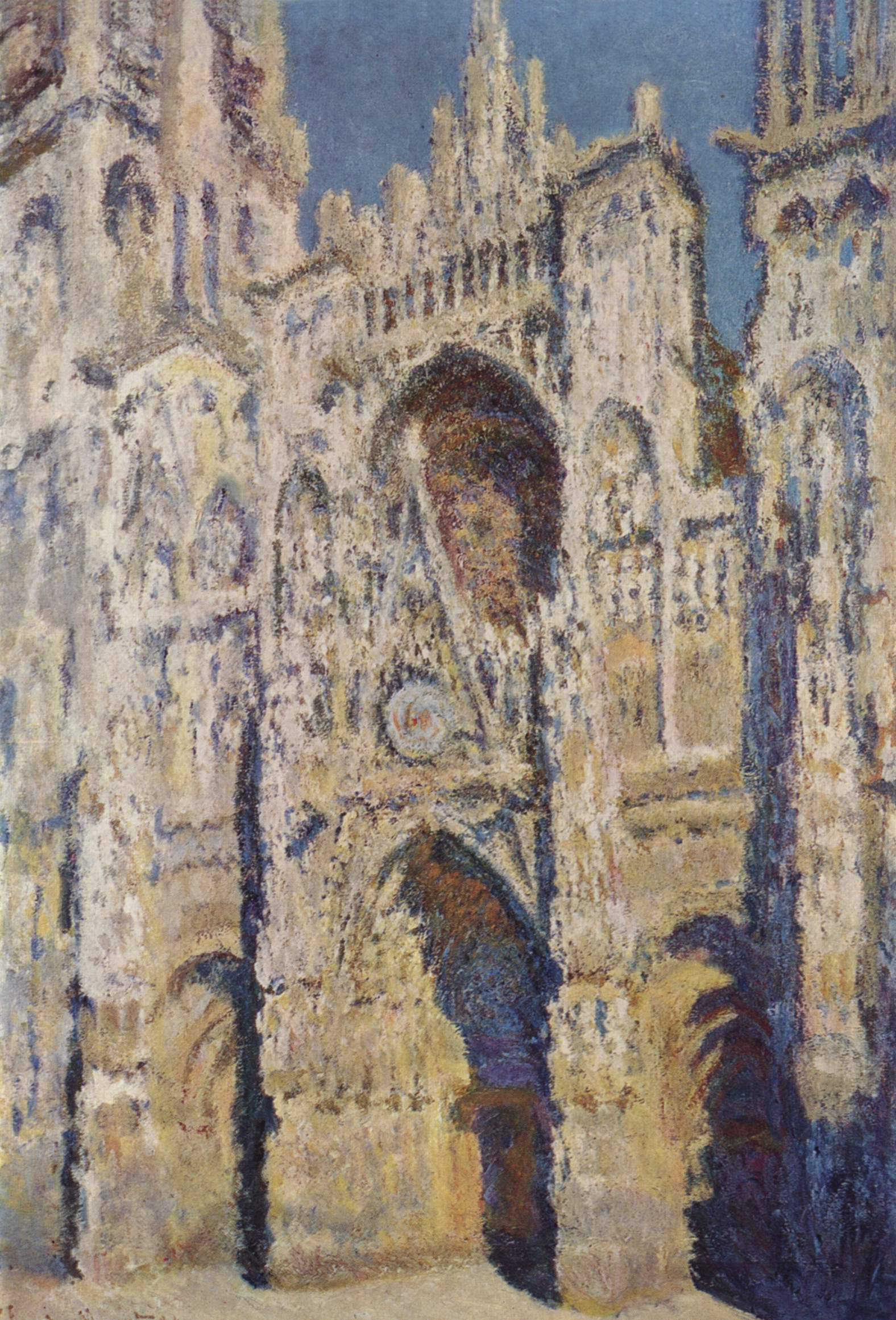
La cattedrale di Rouen in pieno sole
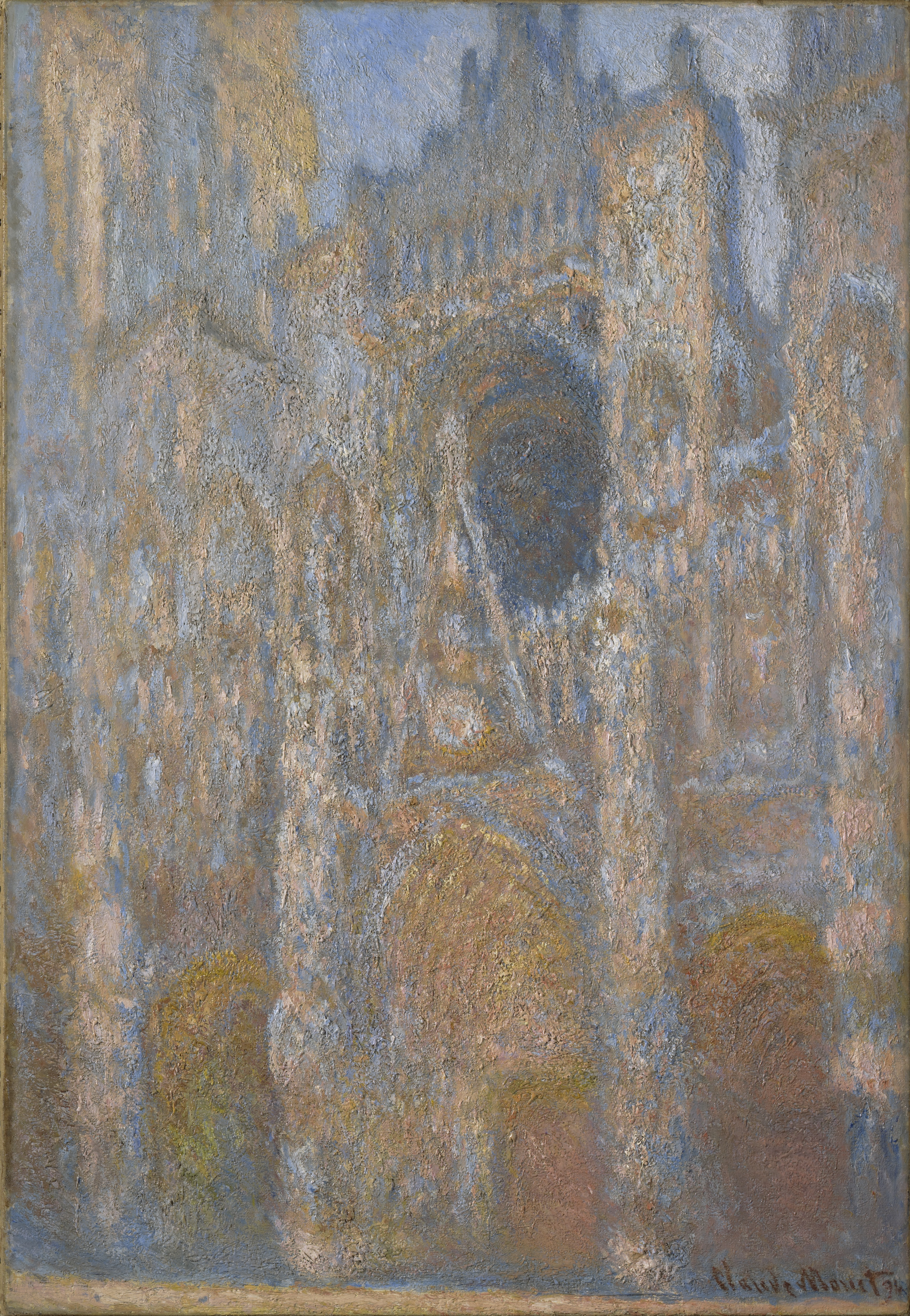
La facciata della cattedrale di Rouen al sole

- Alcune scene rappresentate nelle vetrate istoriate di Notre-Dame ispirarono La leggenda di san Giuliano Ospitaliere e Erodiade, due delle tre brevi storie scritte da Gustave Flaubert e contenute nel libro Tre racconti.

- Nel romanzo Madame Bovary,  Gustave Flaubert dedica alcune pagine della terza parte della storia alla visita guidata all'interno della Cattedrale di Rouen (luogo di appuntamento segreto fra la protagonista Emma e il suo amante Léon) condotta, per la stessa coppia, dall'esperto custode, a partire dalla maestosa campana d'Amboise, fino alla tomba di Pierre de Brézé, alla statua di ferro di Louis de Brézé, alla statua di marmo di Diane de Poitiers, contessa di Brézé e alla malconcia statua deposta che un tempo aveva adornato la tomba di Riccardo Cuor di Leone, re d'Inghilterra e Duca di Normandia" (Milano, Arnoldo Mondadori Editore, 1993, pagg.258/259)